# Atari 800
| Atari 800 |
| Atari 800 |
| Hersteller |
| Logo von Atari, Inc. |
| Hauptentwickler |
| Jay Miner (Leitung, Hardware), Joe Decuir (ANTIC), George McLeod (CTIA), Doug Neubauer (POKEY), Scott Shiffman (Hardware), Alan Miller und Howard Bornstein (Betriebssystem), Kevin McKinsey und Hugh Lee (Gehäuse), Shepardson Microsystems, Inc. (Atari BASIC) |
| Verkaufsstart und Neupreis |
| November 1979 für 999,99 US-Dollar August 1981 für 645 £ August 1981 für 2995 DM Herbst 1981 für 1.980.000 ₤ September 1982 für 7500 F |
| Einstellung der Produktion |
| August 1983 |
| Hauptprozessor |
| MOS 6502 @ 1,79 MHz (NTSC) MOS 6502 @ 1,77 MHz (PAL) |
| Arbeitsspeicher ab Werk |
| 8 KB DRAM (ab November 1979) 16 KB DRAM (ab Juni 1980) 48 KB DRAM (ab Oktober 1982) |
| Grafikausgabe |
| Diverse Text- und Grafikmodi 8 monochrome Sprites („Player“ und „Missiles“) Farbauswahl aus einer Palette von 128 Farben (CTIA) bzw. 256 Farben (GTIA) |
| Tonausgabe |
| 4 Tongeneratoren (Ausgabe via TV), eingebauter Lautsprecher für Tastaturklick und Systembeep |
| Lieferumfang (Westdeutschland, 1981) |
| Computer, Netzteil, Anleitung, zwei Styroporschalen, Verpackung |

Der Atari 800 ist ein auf dem 6502-Mikroprozessor basierender Heimcomputer des US-amerikanischen Herstellers Atari, Inc.
Der Atari 800 wurde ab Ende 1979 zunächst nur im US-amerikanischen Versandhandel angeboten und wegen seiner vielseitigen Möglichkeiten zur Erweiterung und damit Zukunftsfähigkeit massiv als „zeitloser Computer“ angepriesen. Nach verschiedenen von Atari angestoßenen Kooperationen im Bildungssektor, der Veröffentlichung von Spiele-Kassenschlagern wie Star Raiders und dem Ausbau des Atari-Händlernetzes gelang es, die Bekanntheit kontinuierlich zu steigern. Verkaufsfördernd kam die ab Mitte 1981 vollzogene Expansion nach Europa hinzu, die schließlich in der bis Ende 1982 währenden Marktführerschaft Ataris gipfelte.
Durch den Misserfolg seines Anfang 1983 parallel eingeführten Computermodells Atari 1200XL und den seinen Höhepunkt erreichenden Preiskrieg mit anderen Herstellern, verlor Atari binnen eines Jahres wieder viele seiner Marktanteile hauptsächlich an Commodore. Etwa zeitgleich mit Ankündigung der Modelle Atari 600XL und Atari 800XL stellte man Mitte 1983 die Produktion des Atari 800 ein. 
Bereits kurz nach der Veröffentlichung galt der Atari 800 als Meilenstein in der Heimcomputergeschichte: Er habe nach Meinung vieler Autoren durch seine auf Benutzerfreundlichkeit ausgelegte Konstruktion und die robuste Verarbeitung auch völlig unerfahrenen Benutzern einen leichten Einstieg in die bis dahin eher Spezialisten vorbehaltene Computertechnik eröffnet.

## Geschichte

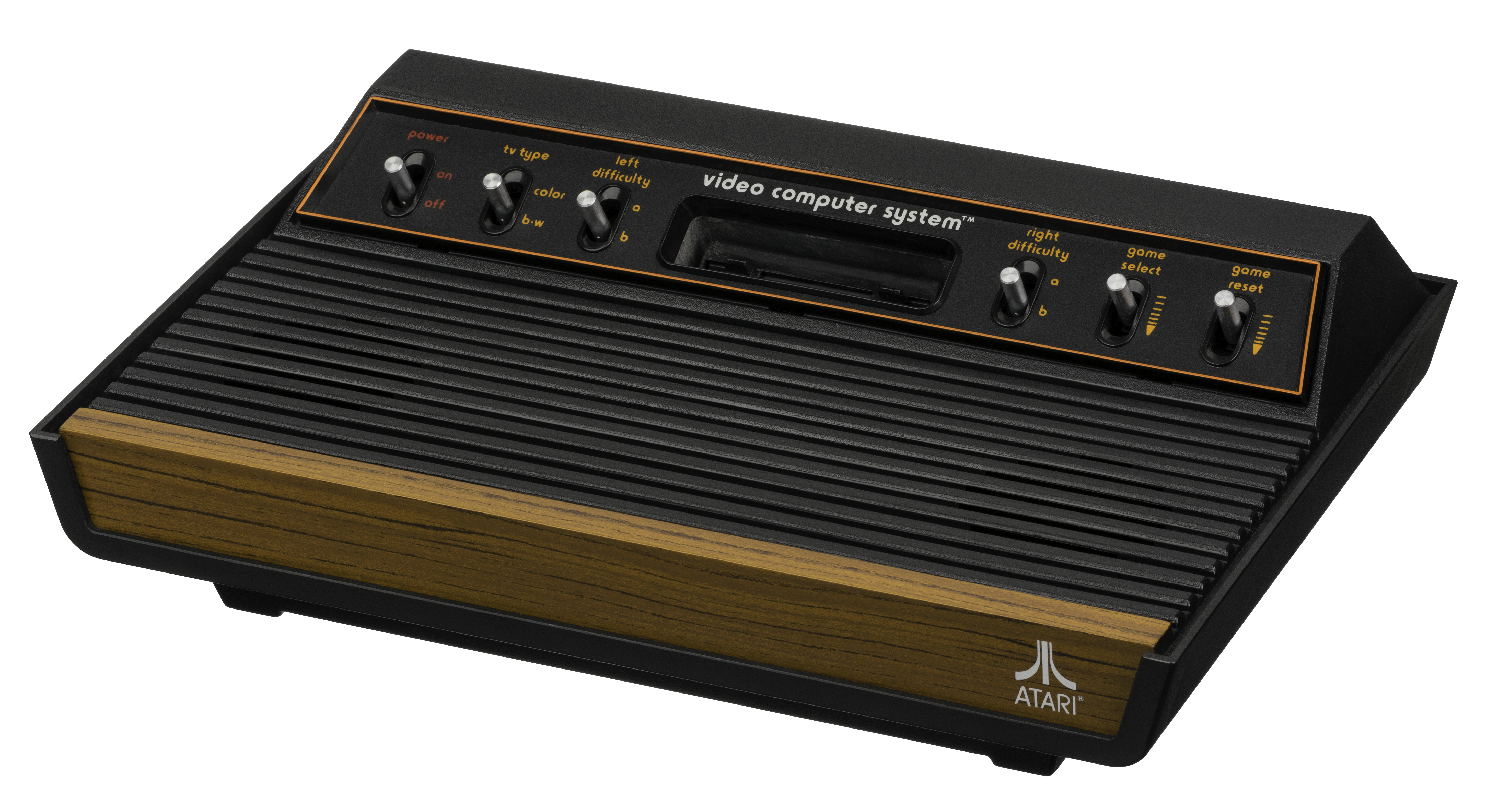
Ataris erfolgreiche Spielekonsole VCS 2600 mit TIA-Spezialbaustein

Noch während der letzten Entwicklungsphase für die Videospielekonsole Atari 2600 begann Atari Anfang 1977 mit den Planungsarbeiten für ein Nachfolgemodell. Die Bemühungen der Ingenieure konzentrierten sich dabei hauptsächlich auf die Erweiterung der Grafikfähigkeiten des im Atari 2600 verbauten hochintegrierten Spezialschaltkreises Television Interface Adaptor (TIA). Die Verbesserungen versprachen anspruchsvollere Spiele bei gleichzeitig verringertem Aufwand zu ihrer Entwicklung.

### Entwicklung und Prototypen
Ein noch handverdrahteter früher Prototyp des Alphanumeric Television Interface Controller (ANTIC) wurde der Leitung von Atari kurz darauf vorgestellt. Anschließende Machbarkeitsstudien zu möglichen Kombinationen des neuen Spezialbausteins mit weiteren elektronischen Baugruppen zeigten rasch über den Einsatz in einer reinen Spielkonsole hinausgehende Potentiale auf. So schienen eine integrierte Tastatur für Programmierzwecke und die Ansteuerung externer Geräte beispielsweise zum Datentransfer sowohl technisch als auch ökonomisch möglich.
Ein modularer Aufbau und die Fähigkeit zur Programmierung waren damals lediglich den in Industrie und Forschung eingesetzten teuren Computern von IBM oder DEC und mit deutlichen Abstrichen den wesentlich günstigeren Heimcomputern wie Altair 8800, TRS-80, PET 2001 und Apple II vorbehalten. Insbesondere letztere krankten jedoch an der Umständlichkeit der Bedienung, der Unzuverlässigkeit der Technik und im Vergleich zu Spielkonsolen der damals neuesten Generation immer noch an der Höhe der Anschaffungskosten. Technisch wenig versierte, jedoch elektronischer Datenverarbeitung gegenüber aufgeschlossene Interessengruppen mit schmalem Geldbeutel blieben so außen vor. Diese Zielgruppe im Auge, verwarfen die Verantwortlichen von Atari rasch die ursprünglichen Pläne für eine auf dem ANTIC basierende neue Spielekonsole zugunsten eines eigenen, preisgünstigen und konzeptionell neuartigen Heimcomputers. Die Benutzung hatte einfach und sicher auch für Anfänger zu sein und das Gerät musste ohne technische Detailkenntnisse des Anwenders mit handelsüblichen Fernsehern betrieben werden können. Daneben sollte die Möglichkeit zum schnellen und bequemen Laden von Spielen und Anwendungsprogrammen ähnlich den von Spielekonsolen bekannten Steckmodulen vorhanden sein.
Neben der angestrebten leichten Bedienbarkeit spielten insbesondere niedrige Herstellungskosten des zu entwickelnden Gerätes eine große Rolle; die zunächst geforderte Kompatibilität mit Spielen der Atari-VCS-2600-Konsole verwarfen die Verantwortlichen bereits nach kurzer Zeit. Die daraufhin von den Hauptentwicklern vorgelegten technischen Eckpunkte des neuen Systems wurden von der Firmenleitung im August 1977 für gut befunden und weitere finanzielle Mittel auch zur Aufstockung des Entwicklungspersonals zur Verfügung gestellt. Damit einhergehend erhielt das Heimcomputerprojekt den firmeninternen Codenamen Colleen.

#### Projekt Colleen

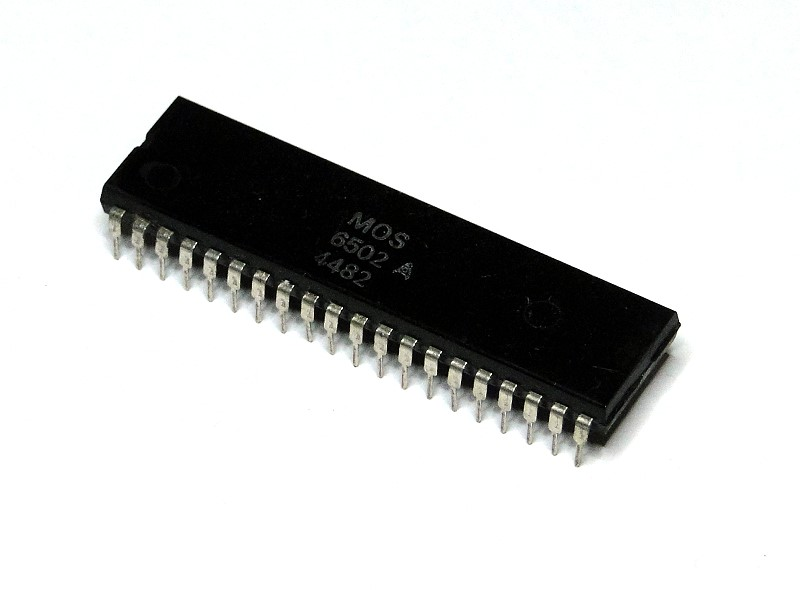
Hauptprozessor des Atari 800: MOS 6502 als Ausführung mit DIL-Gehäuse

Mit fortschreitendem Stand der Arbeiten entschieden sich die Verantwortlichen, die Entwicklung zweier unterschiedlicher Ausbaustufen des Heimcomputers zu verfolgen: eine stark abgerüstete Variante hauptsächlich für Zwecke der Unterhaltung und ein anwendungsorientiertes Gerät mit Schreibmaschinentastatur und Möglichkeiten zur Erweiterung. Die Entwicklungsarbeiten für die erste Variante wurde im November in ein separates Projekt mit dem Namen Candy – dem späteren Atari 400 – ausgegliedert, die für das hochwertige Gerät unter dem Namen Colleen weitergeführt.
Erste Entwürfe sahen 4 KB Arbeitsspeicher, zwei Steckmodulschächte, eine parallele Schnittstelle für Peripheriegeräte, eine Tastatur und diverse Erweiterungsmöglichkeiten vor. Nachdem die Konstruktion des ANTIC im Januar 1978 abgeschlossen worden war, konzentrierten sich die weiteren Bemühungen auf die Fertigstellung der Spezialbausteine Color Television Interface Adaptor (CTIA) und Potentiometer and Keyboard Integrated Circuit (POKEY). Die Entwicklungsarbeiten an den als handverdrahteten Steckplatinen vorliegenden Spezialbausteinen zogen sich bis Ende März hin und kosteten insgesamt mehr als zehn Millionen US-Dollar.
Die Abstimmung der Spezialbausteine auf den zwischenzeitlich ausgewählten Hauptprozessor 6502 von MOS wurden mithilfe von Cromencos Computersystem Z-2 durchgeführt. Bis Mitte Juni konnte die Entwicklung der Leiterplatten für den neuen Computer abgeschlossen werden; letzte Arbeiten, die vor allem die Tastatur betrafen, wurden im August beendet. Das äußere Erscheinungsbild des Computers war bereits Ende April festgelegt und nur wenig später das Gehäuse nebst integrierter elektromagnetischer Abschirmung fertiggestellt worden.
Parallel zu den noch verbliebenen Arbeiten an einigen mechanischen Komponenten des Computers erfolgte die Sondierung des Marktes für höhere Programmiersprachen. Die Verantwortlichen entschieden sich dabei für BASIC, eine einsteigerfreundliche Sprache, mit der das neue Computersystem durch den Benutzer für eigene Zwecke programmiert und eingesetzt werden kann. Eine Eigenentwicklung durch Atari schied wegen fehlender Kapazitäten bei einer nur kurz zur Verfügung stehenden Frist von sechs Monaten aus. Nachdem der Einsatz des damals marktbeherrschenden Microsoft BASIC an Ataris technischen Erfordernissen gescheitert war, wurde Anfang Oktober 1978 Shepardson Microsystems, Inc. mit der Erstellung eines eigenen, speziell auf die Atari-Computer zugeschnittenen BASIC-Dialektes betraut.

#### Umbenennung in Atari 800
Nach Festsetzung der Konfiguration des Arbeitsspeichers auf marktübliche 8 KB änderte Atari im November 1978 den inoffiziellen Namen Colleen in den direkt an die Speichergröße angelehnten offiziellen Produktnamen Atari 800. Die der Ziffer 8 nachgestellte Doppelnull klassifiziert dabei den Computer als Basisgerät der ihm zugehörigen Peripheriegeräte. Kurz darauf, am 6. Dezember 1978, erfolgte die Verkündung des Heimcomputerprojektes mit seinen beiden Geräten Atari 400 und Atari 800 publikumswirksam in einem Artikel der auflagenstarken New York Times.

Vorstellung auf der Winter CES 1979

Einen ersten Blick auf seine neue Produktlinie gewährte Atari Interessenten erstmals im Januar 1979 auf der Winter Consumer Electronics Show in Las Vegas. Der Atari 800 war dort zusammen mit dem dazu passenden Diskettenlaufwerk Atari 810 und dem Drucker Atari 820 zu sehen. Einem größeren Publikum war der Atari 800 erstmals im Mai im Rahmen der 4th West Coast Computer Faire in San Francisco zugänglich. Auf der Summer CES in Chicago wurde die unverbindliche Preisempfehlung in Höhe von 1000 US-Dollar bekanntgegeben.
Im Juni wurden letzte Arbeiten abgeschlossen und der Abnahmetest zur elektromagnetischen Verträglichkeit durch die US-amerikanische Federal Communications Commission im August erfolgreich absolviert – eine maßgebliche Voraussetzung zur Verkaufbarkeit des Gerätes in Nordamerika. Die Fertigung der Computer, deren Entwicklung bislang etwa 100 Millionen US-Dollar gekostet hatte, wurde Ataris Fabrik im kalifornischen Sunnyvale übertragen. Die Produktion konnte jedoch erst im Oktober 1979 aufgenommen werden, da die rasch wachsende Heimcomputerbranche ab Spätsommer 1979 unter einer anhaltenden Teileknappheit litt.

### Vermarktung
Bereits geraume Zeit vor dem Verkaufsstart pries der Hersteller seinen Atari 800 unter Anspielung auf die universelle Erweiterbarkeit und damit die langwährende Nutzbarkeit als „Timeless Computer“ an, der für Einsteiger und Spezialisten gleichermaßen geeignet sei („[…] can be used by people with no previous computer experience, although it doesn’t compromise capability for the sophisticated user“).

#### Markteinführung als Bündelangebot

Erstvermarktung durch Sears

Die erste Serie von Geräten wurde ab November 1979 im Rahmen einer Testvermarktung sowohl in der Weihnachtsausgabe des Versandkatalogs als auch in den Fotoabteilungen einiger Ladengeschäfte der Handelskette Sears Roebuck angeboten. Neben dem Computer mit Netzteil, Anschluss- und Anleitungsmaterial erhielt der Käufer für 999,99 US-Dollar einen Programmrekorder Atari 410 und weiteres Zubehör. Dazu zählte die Grundausstattung für das Educational System und die Programmiersprache BASIC beide jeweils in Form eines Steckmoduls nebst zugehörigem Anleitungsmaterial.
Kurz nach dem Verkaufsstart begann Atari, seine Geräte und dazugehörige Unterhaltungssoftware wie das Spiel Star Raiders auf Fachmessen vorzustellen. Neben allgemeiner Produktwerbung gelang es damit auch, neue Vertriebskanäle zu erschließen. Begleitet wurden die Präsentationen ab dem zweiten Quartal 1980 durch weitere umfangreiche und langfristig geplante Werbeoffensiven. Nach einer zwischenzeitlichen Preiserhöhung auf 1080 US-Dollar änderte Atari am 1. Juni 1980 zudem die Vermarktungsstrategie für den Atari 800 weg vom Bündelangebot hin zum Einzelgerät. Programmrekorder und Educational System waren nun nicht länger im Lieferumfang enthalten, dafür wurde der ab Werk verbaute Arbeitsspeicher auf zeitgemäße 16 KB erhöht.
Ab Mitte 1980 war die Bekanntheit der Atari-Computer so gestiegen, dass auch Dritthersteller vielversprechende Absatzpotentiale sowohl für Hard- als auch Software sahen und ihrerseits Produkte auf den Markt brachten.

#### Erschließung des Bildungssektors
Ergänzend zur Herstellung und zum Vertrieb von Unterhaltungssoftware verstärkte Atari die Bemühungen zur Platzierung seiner Heimcomputer in nordamerikanischen Bildungseinrichtungen, einem bislang von Apple II und Commodore PET dominierten Bereich. Dem lag das Kalkül zugrunde, dass Schüler und Studenten im Rahmen von späteren Privatanschaffungen auf das bereits aus der Schule Bekannte und Vertraute – einen Computer von Atari – zurückgreifen würden. Neben speziellen Verkaufskonditionen für das Bildungswesen war mit der Programmreihe Talk & Teach Cassette Courseware bereits frühzeitig auch die passende Software aufgelegt worden. Zudem setzte Atari ab Mitte 1980 verstärkt auf die Zusammenarbeit mit der zu IBM gehörigen Organisation Science Research Associates, die sich der Förderung des computergestützten Unterrichts verschrieben hatte und den Vertrieb für Atari im Bildungssektor übernahm. Im Rahmen dieser Kooperation finanzierte IBM einen Rabatt, der Bildungseinrichtungen von der Grundschule bis hin zur Universität beim Kauf eines Atari-800-Computers einen zusätzlichen kostenfreien Atari 400 gewährte. Atari selbst legte für Schulen wenig später eine ähnliche Preisaktion in Form des 3 for 2 deal auf: Beim Kauf zweier Atari-800- oder Atari-400-Computer erhielt der Käufer einen weiteren Atari 400 gratis dazu.
Die Verkäufe der Jahre 1979 und 1980 für die beiden Modelle Atari 400 und Atari 800 zusammen wurden von der US-amerikanischen Zeitschrift InfoWorld auf 50.000 Geräte geschätzt. Die Umsätze allein für 1980 beliefen sich laut InfoWorld auf etwa 20 Millionen US-Dollar.

#### Massenvermarktung
Bereits im Laufe des ersten Halbjahres 1981 konnten sich die Atari-Computer trotz permanenter Lieferschwierigkeiten und einiger technischer Probleme bei Zubehörteilen als feste Größen auf dem bislang hauptsächlich von Tandy, Apple und Commodore beherrschten Heimcomputermarkt etablieren. Die von Ataris Computersparte erzielten Umsätze lagen Mitte des Jahres 1981 bei zehn Millionen Dollar – die Summe der durch die laufende Produktion verursachten Verluste belief sich jedoch auf einen ähnlich hohen Betrag. Zur Bewältigung der zunehmenden Nachfrage und zur zügigen Umsetzung der geplanten weltweiten Vermarktung nahm Atari im April personelle Erweiterungen im Firmenmanagement vor. Damit einhergehend führte Ataris individuell auswählbare und speziell auf Techniklaien zugeschnittene Erweiterungspakete für seine Computer ein. Diese „Starter Kits“ enthielten jeweils aufeinander abgestimmte, anschlussfertige Hard- und Software für die Einsatzbereiche Programmieren (Atari Programmer), Unterhaltung (Atari Entertainer), Bildung (Atari Educator) und Netzwerk-Aktivitäten (Atari Communicator). Nur wenig später im August 1981 gelang es bereits, den Umsatz auf 13 Millionen Dollar zu steigern, womit erstmals die Gewinnzone erreicht wurde.

Atari Program Exchange

Außer in den Ausbau des Hardwaresektors investierte Atari auch in die Fortbildung seines Kundendienstes und der Vertragshändler sowie in die Softwareunterstützung für die Heimcomputer. Dazu zählten die beinahe monatlich erfolgenden Veröffentlichungen neuer hauseigener Programme und Spiele, die von Drittherstellern langerwartete Publikation technischer Dokumentationen und die Unterstützung unabhängiger Programmautoren. Letzteres umfasste die Ausrichtung von offenen Programmierwettbewerben mit entsprechend hoch dotierten Preisen, technische Schulungen in Ataris Acquisition Centers und die Gründung der Publikationsplattform Atari Program Exchange (APX). Durch die Gründung von APX ermöglichte Atari den betriebswirtschaftlich häufig gänzlich unerfahrenen Softwareherstellern den Vertrieb ihrer Programme durch das mittlerweile in Nordamerika voll ausgebaute Atari-Händlernetz.

#### Internationaler Vertrieb
Im Fahrwasser der amerikanischen Verkaufserfolge startete Atari im Sommer 1981 die Erschließung des lukrativen europäischen Marktes. Wie in den USA auch wurde die Veröffentlichung in Großbritannien (645 £), Italien (1.980.000 ₤) und den Benelux-Staaten von umfangreichen Werbemaßnahmen im Printbereich und von Präsentationen auf speziellen Ausstellungen begleitet. In Frankreich dagegen begann der Verkauf (7500 F) vermutlich wegen zeitaufwendiger Hardware-Anpassungen an die SECAM-Fernsehnorm erst im September 1982.
In Westdeutschland übernahm ab August 1981 die bereits seit 1980 für die Atari-2600-Vermarktung zuständige Atari Elektronik Vertriebsgesellschaft mbH den Vertrieb und den Kundendienst. Die Vermarktung der „Privatcomputer“, so die offizielle Bezeichnung von Atari Deutschland, erforderte erhebliche Investitionen insbesondere für die Werbung, Verkäuferschulungen und Serviceaktivitäten. Analog den Promotionsbemühungen im Videospielebereich schaltete Atari entsprechende Werbung in Printmedien. Neben dem Verkauf im Versandhandel und in Fachgeschäften waren die Rechner auch in größeren Kaufhausketten wie Horten und Karstadt erhältlich. Die unverbindliche Preisempfehlung des Atari 800 mit 16 KB Arbeitsspeicher lag bei 2995 DM, das Diskettenlaufwerk Atari 810 kostete knapp 2000 DM und das BASIC-Steckmodul konnte für 272 DM erworben werden. Vor dem offiziellen Verkaufsstart bot Telectron GmbH bereits im Jahr 1980 die US-amerikanische Ausführung des Atari 800 mit 8 KB Arbeitsspeicher für 4200 DM an.
Während der internationalen Expansionsphase reagierte Atari auf die sich immer weiter zuspitzende Konkurrenzsituation vor allem in Nordamerika unter anderem mit technischen Überarbeitungen seiner Computer. Dazu zählte unter anderem ein revisioniertes Betriebssystem für Neugeräte („OS Version B“) und eine fehlerbereinigte Version der Programmiersprache BASIC. Im Geschäftsjahr 1981 konnte Atari so nach eigenen Angaben etwa 300.000 Heimcomputer absetzen, womit sich diese endgültig als Massenware etabliert hatten und Atari zum US-amerikanischen Marktführer aufsteigen ließen.

#### Preiskriege und Marktführerschaft
Die Einführung diverser Billigcomputer wie dem Sinclair ZX81 trotzten auch Atari erhebliche Preisreduktionen ab. Einen ersten Nachlass in Höhe von 16 Prozent gewährte Atari im Januar 1982, womit der unverbindliche Verkaufspreis des Atari 800 auf 899 US-Dollar sank. Darüber hinaus erfolgte die Auslieferung fortan in einer silberfarbenen Hochglanzverpackung, wie sie für den Atari 400 bereits ein Jahr zuvor eingeführt worden war. Auch in Westdeutschland zeitigte die aggressive Preispolitik von Commodore ihre Wirkung: Atari Deutschland sah sich im August 1982 zu einer ersten aber drastischen Senkung des Verkaufspreises von 2995 auf 1995 DM gezwungen.

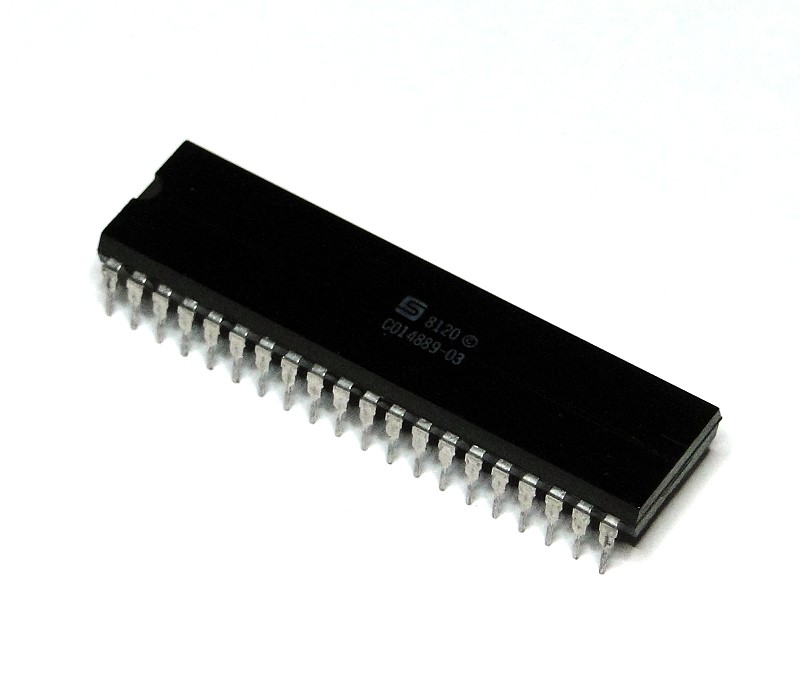
Atari GTIA, Nachfolgemodell des CTIA-Grafikbausteins

Ab Frühherbst 1982 – vermutlich mit dem von Texas Instruments im amerikanischen Heimcomputermarkt begonnenen Preiskrieg – sah Atari von weiteren direkten Preisnachlässen ab und schwenkte vielmehr auf kaufbegleitende Rabattaktionen um: Beim Erwerb von Ataris Hard- und Software wurden den Käufern durch „Softwarecoupons“ Ersparnisse von bis zu 60 US-Dollar auf viele Produkte aus Ataris Programmsortiment ermöglicht. Daneben erhielten Käufer des Atari 800 ab Oktober zwei zusätzliche 16-KB-Speichererweiterungen gratis, womit Atari den Rechner faktisch nur noch in der höchsten Ausbaustufe mit 48 KB Arbeitsspeicher anbot. Parallel zu seinen Rabattaktionen baute Atari im Laufe des Jahres 1982 vor allem in Nordamerika den Kundendienst massiv aus. Die in den USA landesweit eingerichteten Atari Service Center übernahmen fortan Beratungs- und Reparaturdienstleistungen, aber auch die Umrüstung älterer Computer auf den neuen GTIA-Grafikbaustein und das revisionierte Betriebssystem. Sie ermöglichten zudem die durch Ataris Firmenleitung angestrebten profitträchtigen Verkäufe durch große Handelsketten wie J. C. Penney, Kmart und Toys “R” Us, die aufgrund fehlenden qualifizierten Personals keinerlei Beratung oder Garantiedienstleistungen anzubieten in der Lage waren. Diese mittlerweile hauptsächlich auf Massenvermarktung ausgerichtete Verkaufspolitik bescherte Atari laut einer Schätzung des US-amerikanischen Marktforschungsunternehmens The Yankee Group im Laufe des Jahres 1982 annähernd 140.000 Verkäufe für den Atari 800. Zusammen mit den Verkäufen des Atari 400, die auf etwa 220.000 Stück geschätzt wurden, betrug Ataris Anteil am Heimcomputermarkt in den Vereinigten Staaten im Jahr 1982 nach Angaben von The Yankee Group 17 Prozent. Den Zeitschriften InfoWorld und Antic zufolge konnte Atari 1982 seine Marktführerschaft im Heimcomputerbereich verteidigen.
In Westdeutschland lag der Marktanteil von Ataris Computern im Juni 1982 bei 15 Prozent. Hauptsächlich wegen des von Commodore ausgeübten Preisdrucks amortisierten sich die hohen Investitionen von Atari Deutschland nur schleppend und der nationale Videospiele-Marktführer wurde mit seiner Heimcomputersparte nach Aussagen des damaligen Geschäftsführers Klaus Ollmann „nicht glücklich“.

#### Ankündigung der Nachfolger und Ausverkäufe
Im März 1983 brachte Atari ein Nachfolgemodell mit zeitgemäßen 64 KB RAM und neuem Gehäusedesign in den Handel. Aufgrund mangelnder Kompatibilität zu seinen Vorgängern war diesem Atari 1200XL jedoch kein großer Erfolg beschieden, sodass er über eine nur sehr kurzzeitige Veröffentlichungsphase in den USA nicht hinauskam. Umso mehr schnellten die Verkäufe des Atari 800 in unerwartete Höhen, da dessen Preis mit Einführung des neuen Gerätes auf 500 US-Dollar gesenkt worden war und er zudem keine Programminkompatibilitäten befürchten ließ.
Mit Ankündigung des offiziellen Nachfolgers Atari 800XL auf der Summer CES in Chicago und der damit verbundenen Produktionseinstellung im August beschleunigte sich der Preisverfall immer weiter; im September 1983 schließlich wurden die Geräte für 165 US-Dollar angeboten. Das US-amerikanische Marktforschungsunternehmen The Yankee Group schätzte, dass 1983 allein in den Vereinigten Staaten 125.000 Geräte vom Typ Atari 800 und 155.000 Exemplare des Atari 400 abgesetzt werden konnten.

### Moderne Nachbauten
Die überschaubare Architektur des Systems und umfangreiche Dokumentationen des Herstellers ermöglichen den miniaturisierten Nachbau der Elektronik des Atari 800 und dazu kompatibler Modelle mit heutigen technischen Mitteln bei gleichzeitig überschaubarem Aufwand. Eine solche moderne Realisierung erfolgte erstmals 2014 – wie bei anderen Heimcomputersystemen auch – als Implementierung auf einem programmierbaren Logikschaltkreis (FPGA) nebst Einbettungssystem. Die Nachbildung mittels FPGA-Technologie war zunächst lediglich als technische Machbarkeitsstudie gedacht, stellte jedoch im Nachhinein auch ihren praktischen Nutzen unter Beweis: Durch die Miniaturisierung und die Möglichkeit des Batteriebetriebs ist sie eine leicht verstaubare, zuverlässig arbeitende und transportable Alternative zur originalen schonenswerten Technik.

## Technische Daten
Das Gehäuse des Atari 800 enthält insgesamt drei Leiterplatten und ein stabiles Aluminiumgussgehäuse zur Abschirmung der vom Computer verursachten elektromagnetischen Störfelder.

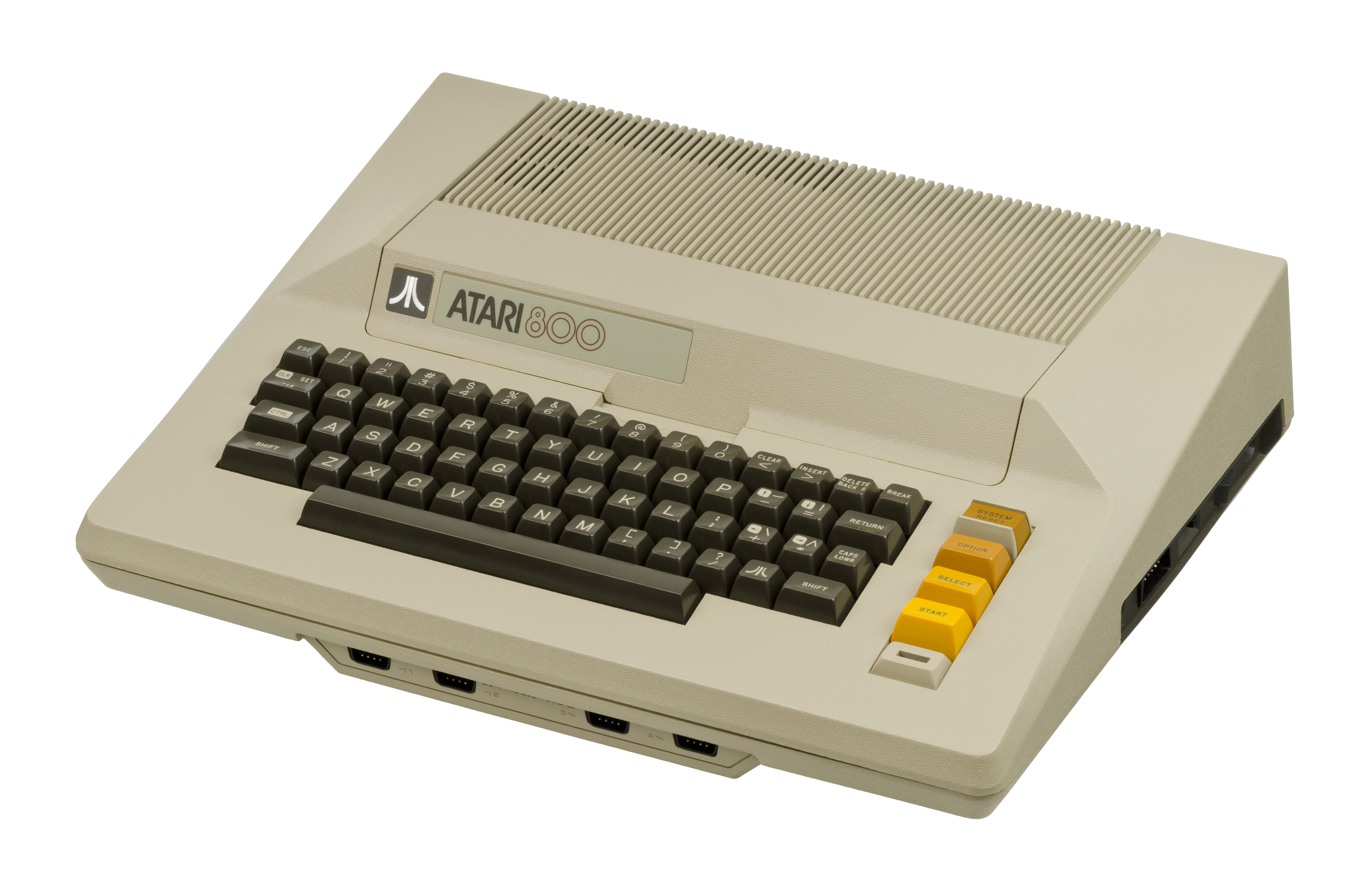
Atari 800 in betriebsbereitem Zustand
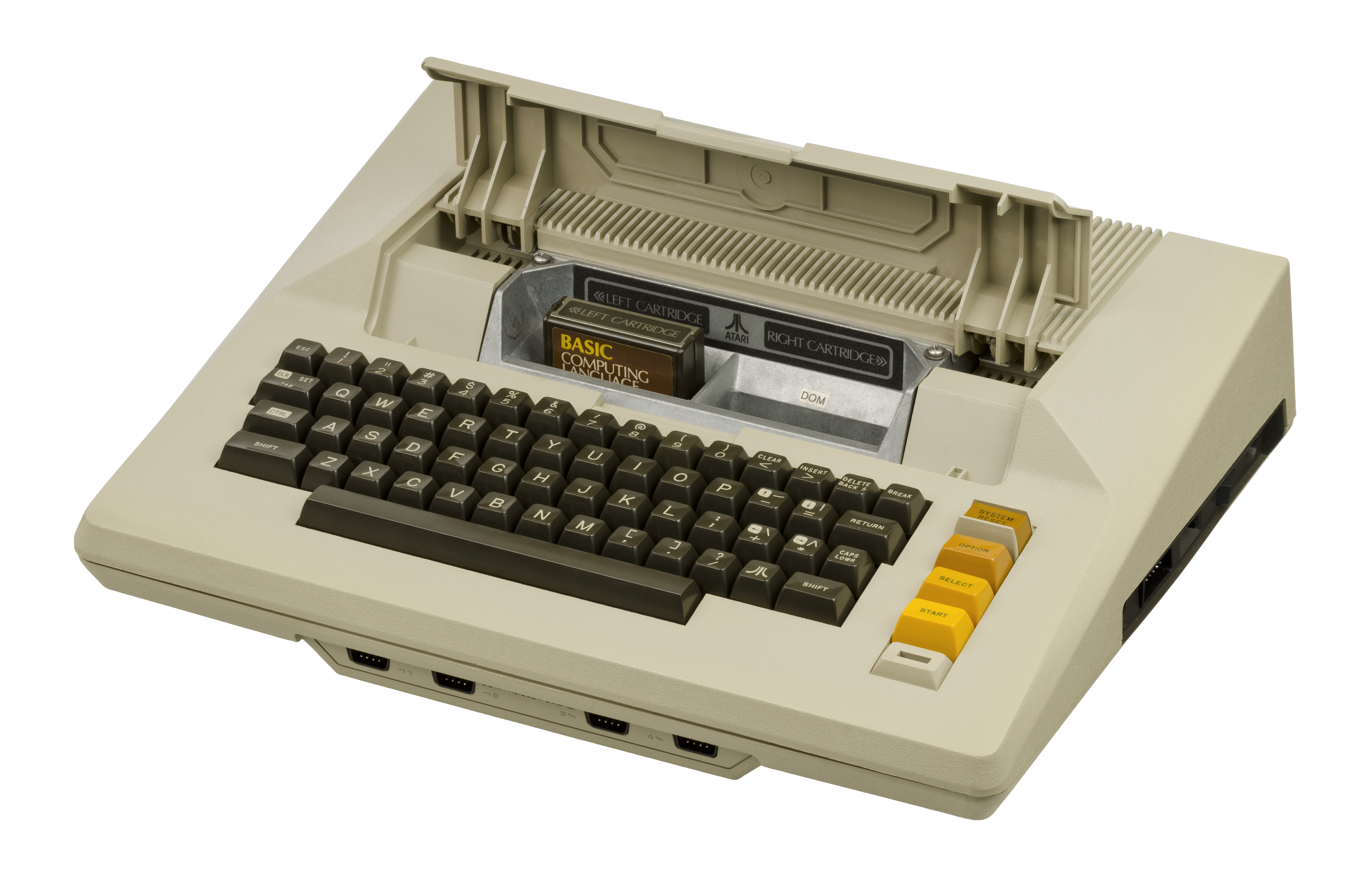
Steckmodulklappe geöffnet
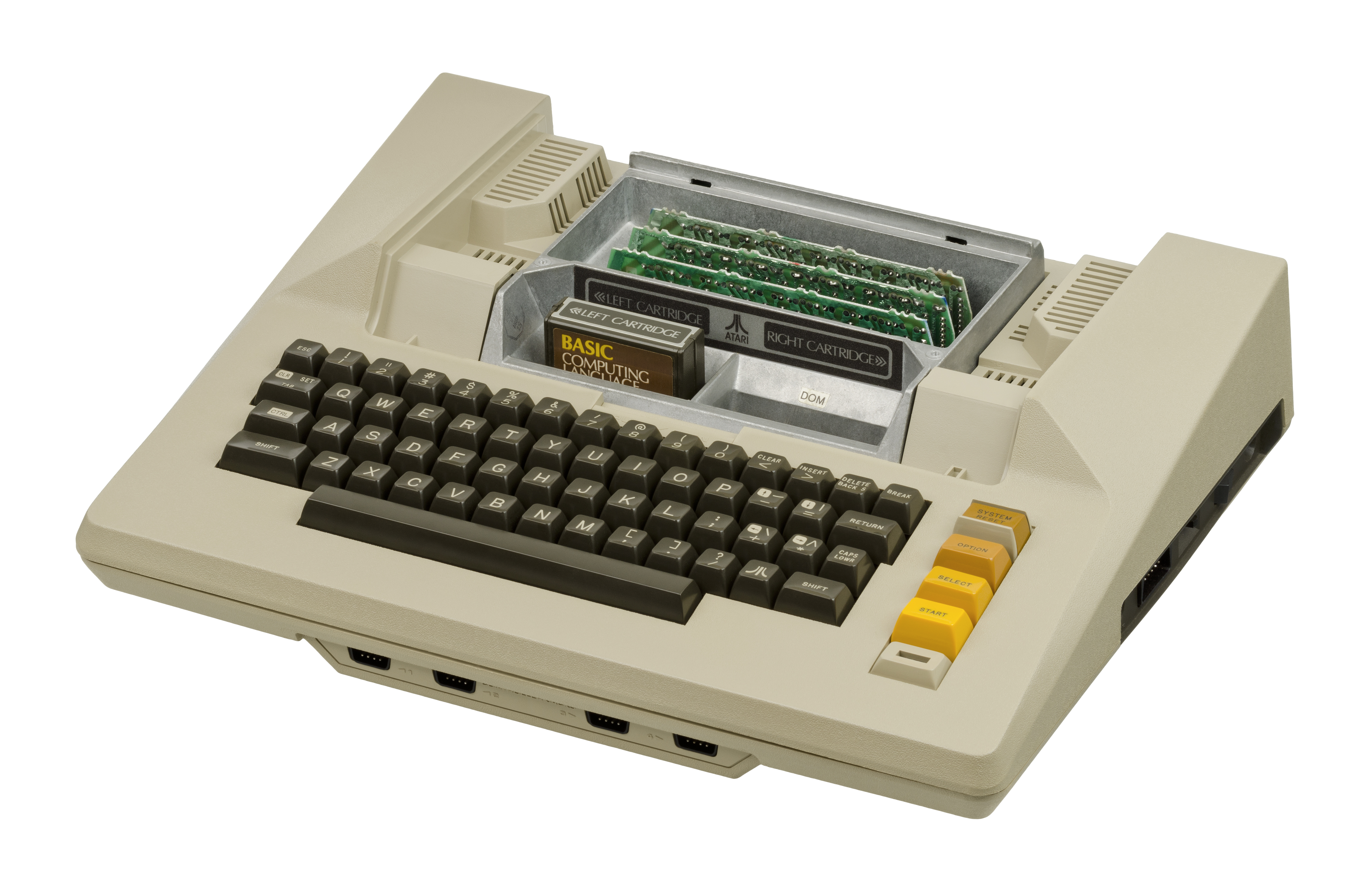
Abdeckung für Steckmodul- und Expansionsschacht entfernt
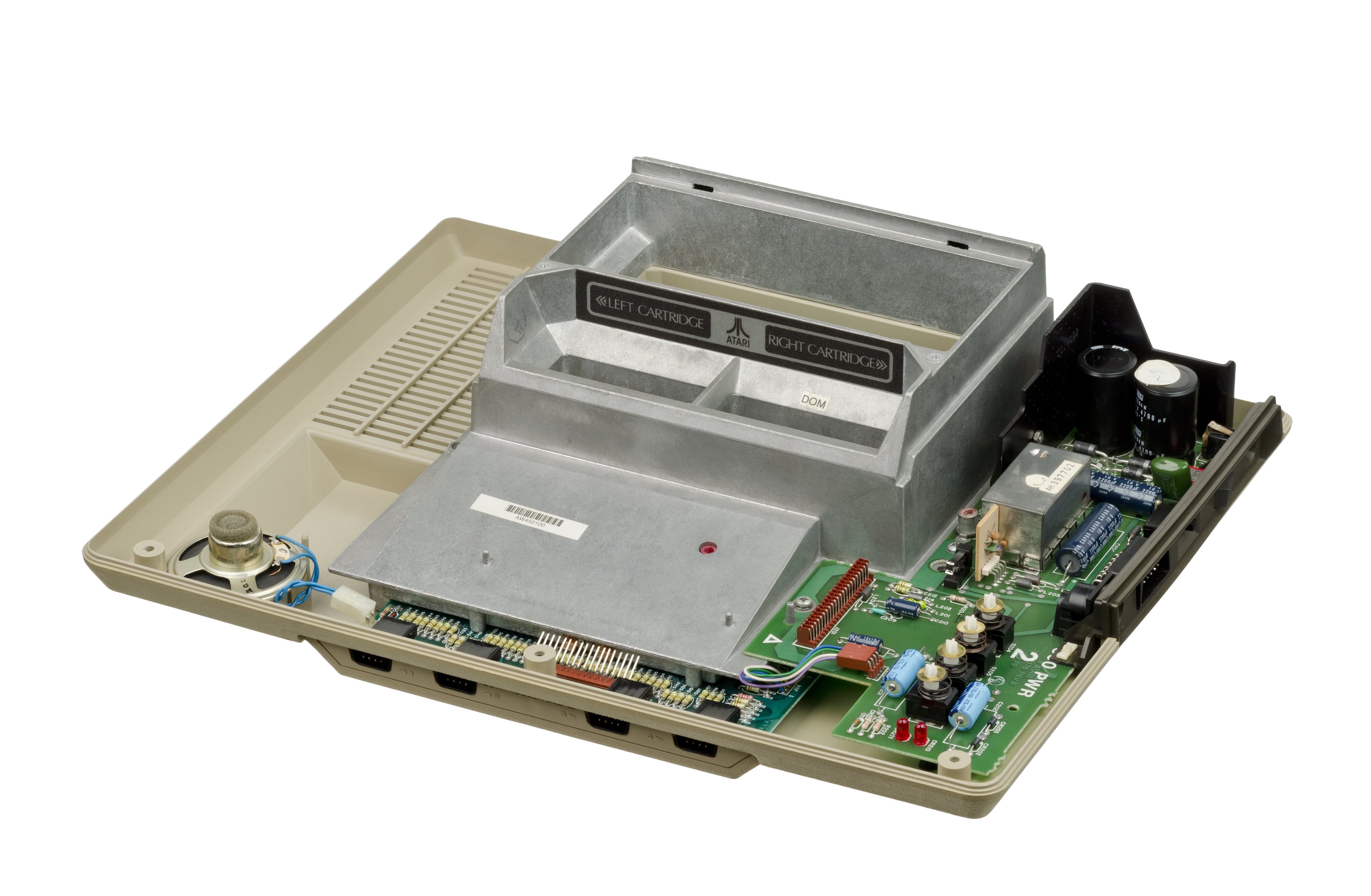
Blick auf das Innenleben mit Haupt- und Nebenplatine nebst Aluminiumabschirmung

Die Hauptbestandteile der größten Platine bilden der Spezialbaustein POKEY sowie die Ein-/Ausgabebaugruppen nebst Peripherieanschlüssen. Daneben stellt sie als Bauelementeträger Steckplätze für die kleineren Platinen bereit. Diese enthalten die Prozessor-Baugruppe mit 6502-CPU (englisch Central Processing Unit) nebst den Spezialbausteinen GTIA sowie ANTIC und die Baugruppen zur Spannungsregelung plus Fernsehsignalerzeugung. Der Festwertspeicher (ROM) wie auch der Arbeitsspeicher sind im Erweiterungsschacht in Form von Steckkarten untergebracht. Zur Grundausstattung gehörte neben dem Computer ein externes Netzteil, ein Antennenkabel nebst Antennenschaltbox und die Bedienungsanleitung für das Gerät.

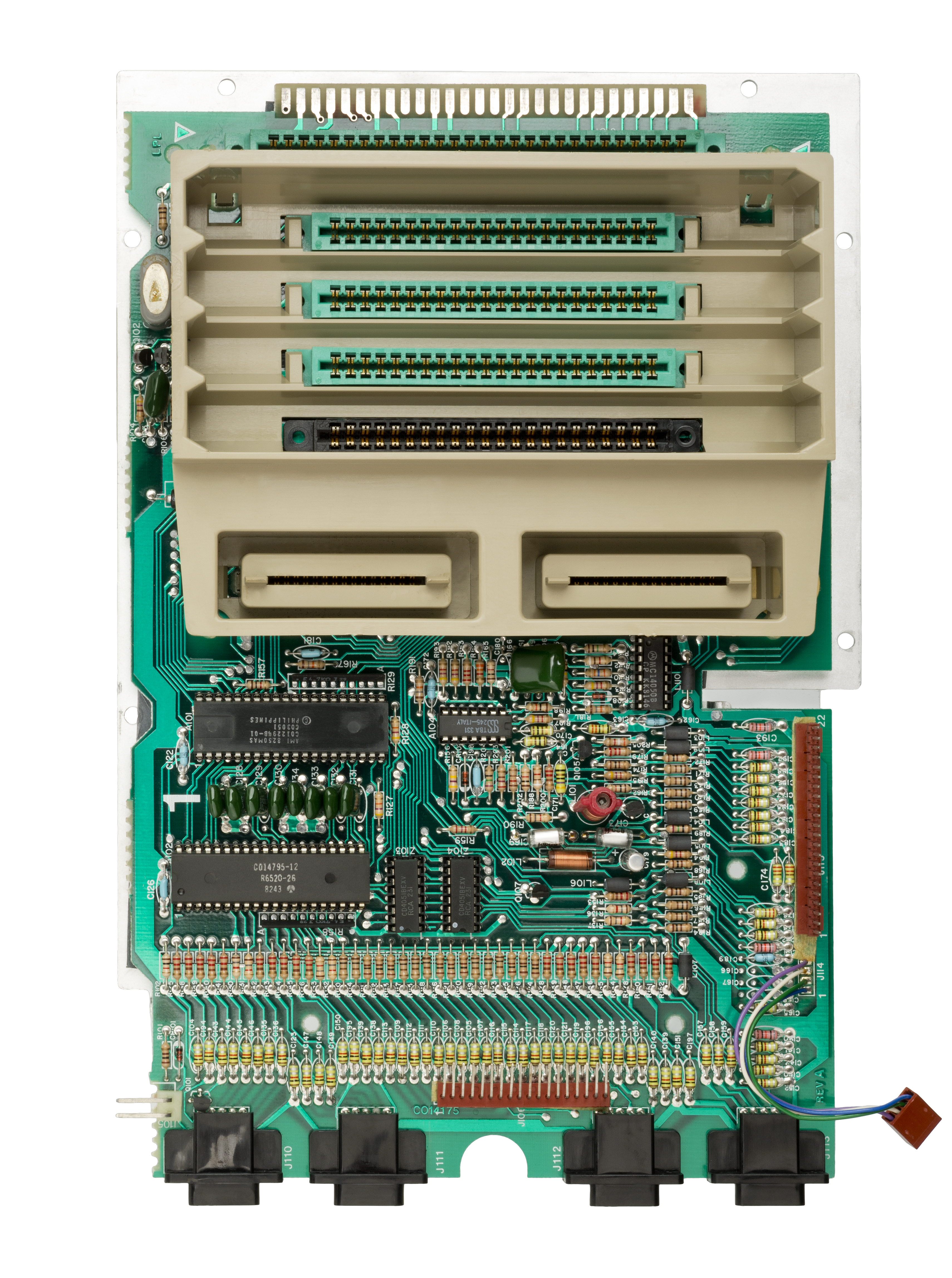
Hauptplatine mit Modulaufnahme
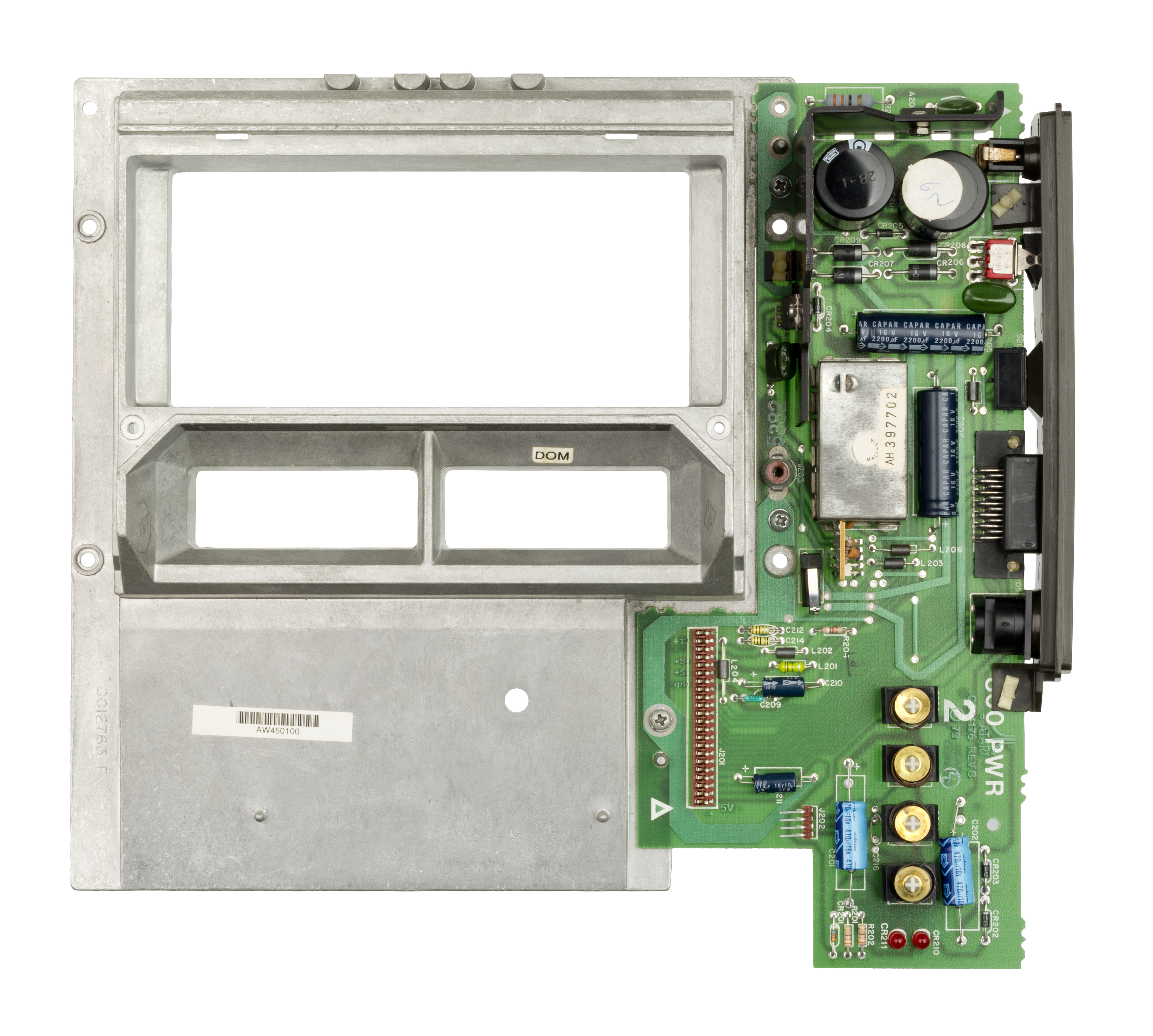
Aluminiumabschirmung mit anmontierter Nebenplatine

### Hauptprozessor
Der Atari 800 basiert auf dem 8-Bit-Mikroprozessor MOS 6502, der häufig in zeitgenössischen Computern eingesetzt wurde. Die CPU kann auf einen Adressraum von 65536 Byte zugreifen, was auch die theoretisch mögliche Obergrenze des Arbeitsspeichers von 64 Kilobytes (KB) festlegt. Der Systemtakt beträgt bei PAL-Geräten 1,77 MHz, für solche mit NTSC-Ausgabe dagegen 1,79 MHz.

### Spezialbausteine zur Erzeugung von Grafik und Ton
Wesentlicher Bestandteil der Rechnerarchitektur sind die drei von Atari entwickelten Spezialbausteine Alphanumeric Television Interface Controller (ANTIC), Graphic Television Interface Adaptor (GTIA) mit seinem Vorläufer Color Television Interface Adaptor (CTIA) und Potentiometer And Keyboard Integrated Circuit (POKEY). Sie sind funktionell derart konzipiert, dass sie innerhalb ihres Aufgabenbereiches flexibel einsetzbar sind und gleichzeitig die CPU entlasten.

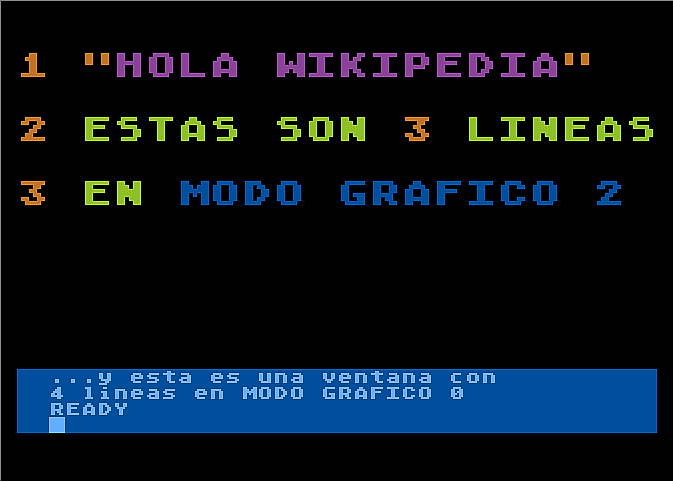
Mischung zweier verschiedener Grafikmodi (Groß- und Normaltext) unter Zuhilfenahme eines Rasterzeileninterruptes

Die beiden Grafikbausteine ANTIC und CTIA/GTIA erzeugen das am Fernseher oder Monitor angezeigte Bild. Dazu sind zuvor vom Betriebssystem oder den Benutzer im Arbeitsspeicher entsprechende Daten in der Form der „Display List“ zu hinterlegen. Der CTIA/GTIA erlaubt unter anderem das Integrieren von maximal acht unabhängigen aber jeweils einfarbigen Grafikobjekten, den Sprites. Diese im Atari-Jargon auch „Player“ und „Missiles“ genannten Objekte werden gemäß benutzerdefinierbaren Überlappungsregeln in das vom ANTIC erzeugte Hintergrundbild kopiert und einer Kollisionsprüfung unterzogen. Dabei wird festgestellt, ob sich die Sprites untereinander oder bestimmte Teile des Hintergrundbildes („Playfield“) berühren. Diese Fähigkeiten wurden – wie sich bereits anhand der Namensgebung „Playfield“, „Player“ und „Missiles“ abzeichnet – zur vereinfachten Erstellung von Spielen mit interagierenden Grafikobjekten und schnellem Spielgeschehen entwickelt. Die Fähigkeiten der beiden Spezialbausteine ANTIC und CTIA/GTIA zusammengenommen, verleihen den Darstellungsmöglichkeiten der Atari-Rechner eine von anderen damaligen Heimcomputern unerreichte Flexibilität. Im dritten Spezialbaustein POKEY sind weitere elektronische Komponenten zusammengefasst. Diese betreffen im Wesentlichen die Tonerzeugung für jeden der vier Tonkanäle, die Tastaturabfrage und den Betrieb der seriellen Schnittstelle Serial Input Output (SIO) zur Kommunikation des Rechners mit entsprechenden Peripheriegeräten.
Durch die hochintegrierte Ausführung (LSI) vereinen die Spezialbausteine viele elektronische Komponenten in sich und senken dadurch die Anzahl der im Rechner benötigten Bauteile, was wiederum eine nicht unerhebliche Kosten- und Platzersparnis mit sich bringt. Nicht zuletzt weil ihre Konstruktionspläne nie veröffentlicht wurden, waren sie mit damaliger Technik nicht wirtschaftlich zu kopieren, womit der in der Heimcomputerbranche durchaus übliche illegale Nachbau von Computern für den Atari 800 ausgeschlossen werden konnte.
Die Bildschirmnormen PAL, NTSC und SECAM werden durch unterschiedliche externe elektronische Beschaltungen der CPU, entsprechend modifizierte Spezialbausteine ANTIC (NTSC-Version mit Teilenummer C012296, PAL-Version mit C014887) und GTIA (NTSC-Version mit Teilenummer C014805, PAL-Version mit C014889, SECAM-Version mit C020120) sowie verschiedene darauf abgestimmte Versionen des Betriebssystems realisiert.
| Grafikstufe | Anzeigeart    | Auflösung (Pixel) | Farben | Speicherbedarf (Bytes) |
| ----------- | ------------- | ----------------- | ------ | ---------------------- |
| 0           | normaler Text | 40 × 24           | 2      | 992                    |
| 1           | Großtext      | 20 × 24           | 5      | 672                    |
| 2           | Großtext      | 20 × 12           | 5      | 420                    |
| 3           | Punktgrafik   | 40 × 24           | 4      | 432                    |
| 4           | Punktgrafik   | 80 × 48           | 2      | 696                    |
| 5           | Punktgrafik   | 80 × 48           | 4      | 1176                   |
| 6           | Punktgrafik   | 160 × 96          | 2      | 2184                   |
| 7           | Punktgrafik   | 160 × 96          | 4      | 8138                   |
| 8           | Punktgrafik   | 320 × 192         | 2      | 8138                   |
| 9           | GTIA-Modi     | 80 × 192          | 16     | 8138                   |
| 10          | GTIA-Modi     | 80 × 192          | 9      | 8138                   |
| 11          | GTIA-Modi     | 80 × 192          | 16     | 8138                   |

### Speicher und Speicheraufteilung
Der von der CPU und ANTIC ansprechbare Adressraum segmentiert sich beim Atari 800 in verschiedene Abschnitte unterschiedlicher Größe. Aus praktischen Gründen ist es üblich, für deren Adressen anstelle der dezimalen Notation die hexadezimale zu verwenden. Ihr wird zur besseren Unterscheidbarkeit üblicherweise ein $-Symbol vorangestellt. Den Adressen von 0 bis 65535 in dezimaler Notation entsprechen im hexadezimalen System die Adressen $0000 bis $FFFF.
Der 32 KB große Bereich von $0000 bis $7FFF ist ausschließlich für Arbeitsspeicher vorgesehen und in der kleinsten Ausbaustufe des Atari 800 mit 16 KB RAM ausgestattet. Darüber hinaus sind Erweiterungen bis beispielsweise 48 KB möglich, wobei die belegten Speicheradressen dann bis $BFFF reichen. Nach dem Einfügen eines Steckmoduls wird der 8 KB große, inmitten des Arbeitsspeichersegments gelegene Bereich von $8000 bis $9FFF abgeschaltet und dort die im Steckmodul befindlichen ROMs eingeblendet. Damit stehen bei der Verwendung steckmodulbasierter Programme wie beispielsweise von Atari-BASIC etwa 8 KB Arbeitsspeicher weniger zur Verfügung. Die Adressen der Spezialbausteine und anderer Hardwarebestandteile befinden sich innerhalb eines von $D000 bis $D7FF reichenden Segmentes, unmittelbar gefolgt von den mathematischen Fließkommaroutinen ($D800 bis $DFFF) und dem Betriebssystem ($E000 bis $FFFF). Der Bereich von $C000 bis $CFFF ist für später durch Atari zu ergänzende Systemsoftware vorgesehen, kann aber auch durch Arbeitsspeicher oder alternative Betriebssystemkomponenten genutzt werden.
Nach dem Einschalten des Rechners liest die CPU zunächst die Inhalte der ROM-Bausteine mit dem Betriebssystem aus, womit der Atari 800 nebst angeschlossenen Peripheriegeräten initialisiert wird. Sind keine Steckmodule mit ausführbaren Inhalten vorhanden, wird vom Betriebssystem das sogenannte Memo Pad gestartet. Es handelt sich dabei um ein rudimentäres Texteingabeprogramm ohne weitere Möglichkeiten wie etwa die des Speicherns.

### Schnittstellen für Ein- und Ausgabe
Als Verbindungen zur Außenwelt stehen vier Kontrollerbuchsen an der Vorderseite des Gehäuses, ein koaxialer HF-Antennenanschluss für den Fernseher, ein Schacht zur ausschließlichen Verwendung von ROM-Steckmodulen sowie eine Buchse der proprietären seriellen Schnittstelle (Serial Input Output, kurz SIO) zur Verfügung. Letztere dient dem Betrieb von entsprechend ausgestatteten „intelligenten“ Peripheriegeräten mit Identifikationsnummern. Dabei kommt ein von Atari speziell für diesen Zweck entwickeltes Übertragungsprotokoll und Steckersystem zum Einsatz. Drucker, Diskettenlaufwerke und andere Geräte mit zwei SIO-Buchsen können so mit nur einem einzigen Kabeltyp „verkettet“ angeschlossen werden. Dabei dient jeweils eine der beiden Buchsen zur Kommunikation des Geräts mit dem Computer (serial bus input) und die verbleibende zum Anschluss und Verwalten eines weiteren Geräts (serial bus extender). Die in vielen anderen zeitgenössischen Computersystemen verwendeten Standardschnittstellen RS-232C (seriell) und Centronics (parallel) werden durch die extra zu erwerbende Schnittstelleneinheit Atari 850 zur Verfügung gestellt.

## Peripheriegeräte
Der Atari 800 ist grundsätzlich mit allen von Atari auch später veröffentlichten Peripheriegeräten für die XL- und XE-Reihe betreibbar, die zum Anschluss nicht den bei XL- und XE-Computern herausgeführten Parallelbus benötigen. Im Folgenden wird ausschließlich auf die von Ende 1979 bis Ende 1983 erhältlichen eingegangen.

### Massenspeicher
In Zusammenhang mit vor allem westlichen Heimcomputern der 1980er Jahre kamen zur Datensicherung hauptsächlich Kassettenrekorder und Diskettenlaufwerke, im professionellen Umfeld bei den Personalcomputern zunehmend auch Fest- und Wechselplattenlaufwerke zum Einsatz. Die günstigste Variante der Datenaufzeichnung durch Kompaktkassetten hat im Allgemeinen den Nachteil niedriger Datenübertragungsraten und damit langer Ladezeiten, wohingegen die wesentlich schnelleren und verlässlicheren Disketten- und Plattenlaufwerke sehr viel teurer in der Anschaffung waren. Bei Veröffentlichung des Atari 800 standen ihm Kassetten- und wenig später auch Disketten- und Festplattensysteme als Massenspeicher zur Verfügung.

#### Kassettensysteme

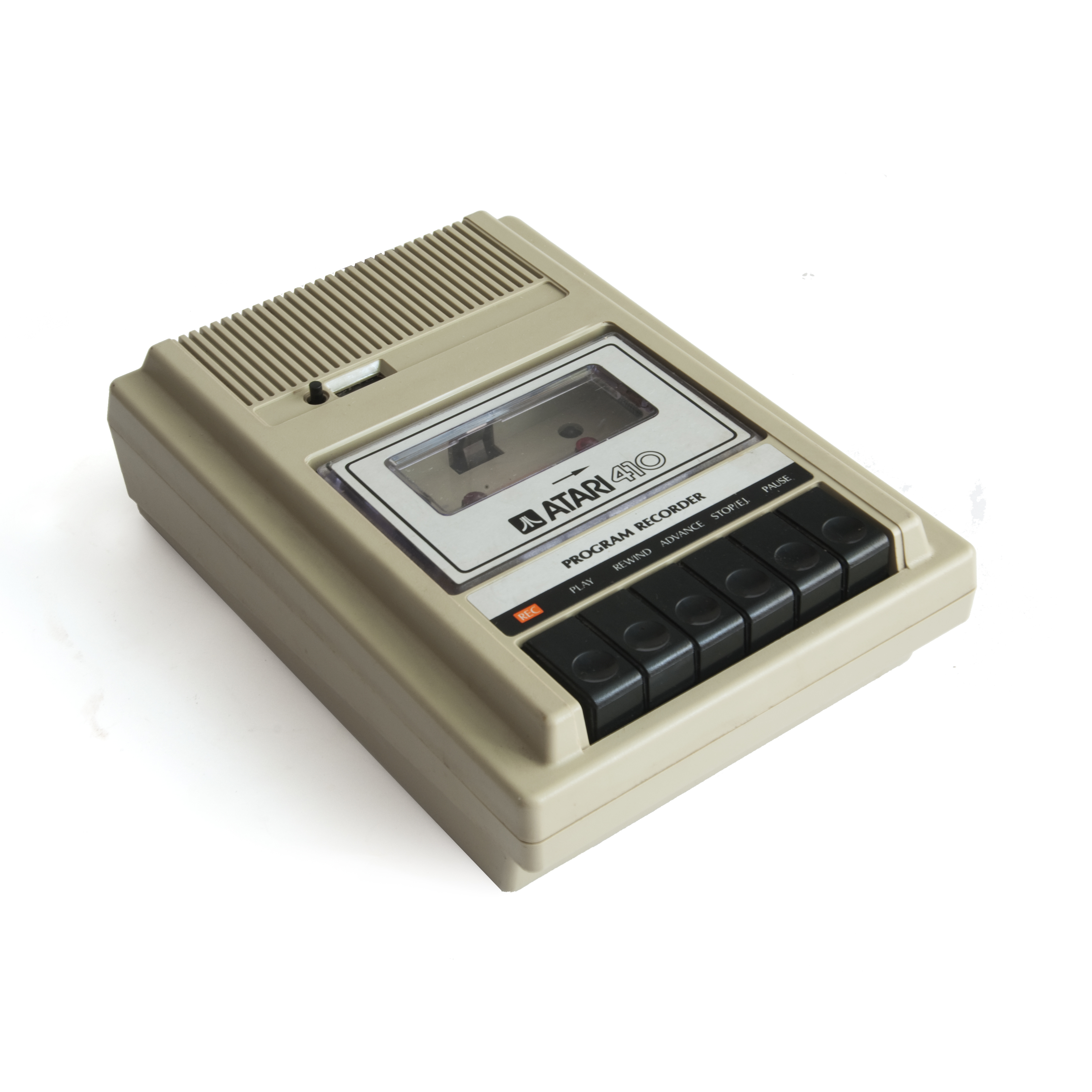
Programmrekorder
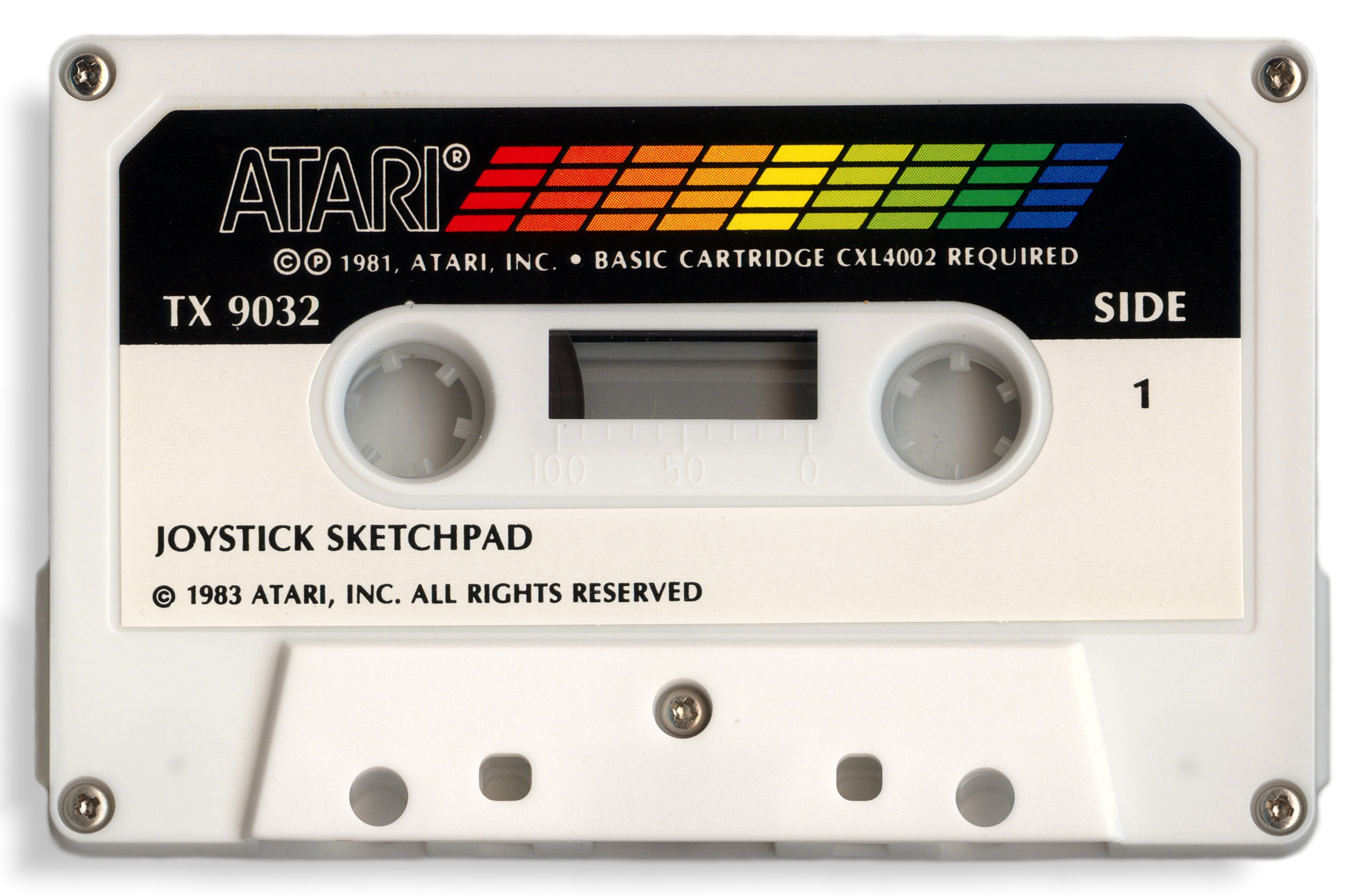
Kompaktkassette mit Computerprogramm

Im Gegensatz zu anderen zeitgenössischen Heimcomputern wie beispielsweise dem TRS-80 oder dem Sinclair ZX81 kann der Atari 800 zum Speichern von Daten nicht mit handelsüblichen Kassettenrekordern betrieben werden. Vielmehr benötigt er ein auf seine serielle Schnittstelle abgestimmtes Gerät – den Atari-410-Programmrekorder. Die durchschnittliche Datenübertragungsrate beträgt dabei 600 Bit/s; auf einer 30-Minuten-Kassette finden 50 KB an Daten Platz. Daneben verfügt der Atari 410 noch über die Besonderheit eines Stereo-Tonkopfes, wodurch parallel zum Lesevorgang das Abspielen von Musik oder gesprochenen Benutzungsanweisungen möglich ist. Aus Gründen der Kosten- und Platzersparnis ist im Gerät kein Lautsprecher verbaut, die Audiosignale werden vielmehr über das SIO-Kabel via POKEY am Fernsehgerät ausgegeben. Auch ist keine SIO-Buchse im Atari-410-Programmrekorder verbaut, so dass er stets als letztes Glied in der Kette von Peripheriegeräten anzuschließen ist.

#### Diskettensysteme
Zusammen mit dem Atari-410-Programmrekorder war kurz nach Markteinführung von Atari 400 und 800 auch ein auf Ataris SIO-Schnittstelle abgestimmtes Diskettenlaufwerk erhältlich, die Floppystation Atari 810. Mit dem Atari-810-Diskettenlaufwerk können 5¼″-Disketten einseitig in einfacher Schreibdichte mit 720 Sektoren à 128 Bytes beschrieben werden, womit sich pro Diskettenseite 90 KB Daten abspeichern lassen. Die mittlere Datenübertragungsrate beträgt etwa 6000 Bit/s, das Zehnfache dessen, was der Datenrekorder Atari 410 in derselben Zeit zu übertragen in der Lage ist. Während des gesamten Produktionszeitraumes wurden vom Hersteller an den Laufwerken mehrfach Änderungen vorgenommen. So existieren beispielsweise Ausführungen mit teilweise fehlerhafter Systemsoftware und solche mit verschiedenen Laufwerksmechaniken.
Neben der Diskettenstation 810 war für kurze Zeit in Nordamerika ein weiteres Gerät in Form des wesentlich leistungsfähigeren Atari-815-Diskettenlaufwerks erhältlich. Es verfügt über zwei Laufwerksmechaniken, wobei jede zudem mit doppelter Schreibdichte operiert und so pro 5¼″-Diskettenseite 180 KB Daten gespeichert werden können. Aufgrund der damit verbundenen komplizierten Konstruktion war lediglich eine manuelle Herstellung möglich. Durch den daraus resultierenden hohen Preis von 1500 US-Dollar bei gleichzeitig großer Fehleranfälligkeit wurde das Gerät nach Auslieferung nur geringer Stückzahlen in Höhe von etwa 60 Exemplaren von Atari aus dem Sortiment genommen.
Ab Mitte 1982 erschien eine Vielzahl von Atari-kompatiblen Diskettenlaufwerken diverser Dritthersteller. Dazu zählen unterschiedlich leistungsstarke Geräte von Percom, Laufwerke mit zusätzlicher Datenspuranzeige von Rana und auch Doppellaufwerke von Astra.

#### Festplattensysteme
Etwa Mitte des Jahres 1982 stellte das US-amerikanische Unternehmen Corvus 5¼″-Festplattenmodelle mit Speicherkapazitäten von 5 bis 20 MB für den Atari 800 vor. Im Gegensatz zu Ataris Peripheriegeräten wie beispielsweise dem Diskettenlaufwerk 810 erfolgt der Anschluss nicht über die serielle Schnittstelle. Vielmehr werden zwei der vier Joystickbuchsen durch entsprechende Hard- und Software von Corvus für den Datenaustausch mit dem Festplattenlaufwerk zweckentfremdet. Durch die Verkettung von bis zu vier Corvus-Laufwerken kann eine maximale Speicherkapazität von 80 MB erreicht werden. Neben der deutlich erhöhten Speicherkapazität bieten die Festplatten im Vergleich zum Diskettenlaufwerk Atari 810 eine deutlich kürzere mittlere Zugriffszeit und eine wesentlich größere Verlässlichkeit, was ein effektiveres Arbeiten ermöglicht. Daneben erlaubt eine damals separat von Corvus vertriebene Erweiterung namens Corvus Multiplexer local network den gleichzeitigen Anschluss mehrerer Atari-800-Computer an ein und dieselbe Festplatte. Diese Netzwerkfähigkeit nutzten beispielsweise der computergestützte Unterricht in diversen Schulen und größere Mailboxen. Der Preis des günstigsten Corvus-Laufwerkes betrug zusammen mit der benötigten Ansteuerelektronik und Software bei Markteinführung 3195 US-Dollar.
Aufgrund der damals eingesetzten vielfältigen Kopierschutzmechanismen funktionierten nur die wenigsten Programme ohne zusätzliche Modifikationen zusammen mit den Festplatten von Corvus. Das 1983 von einem weiteren Drittanbieter vorgestellte Integrator board behob diese Schwierigkeiten und erlaubt zudem das Benutzen der Festplattenlaufwerke, ohne zuvor deren Ansteuerungssoftware von einem Diskettenlaufwerk laden zu müssen.

### Ausgabegeräte

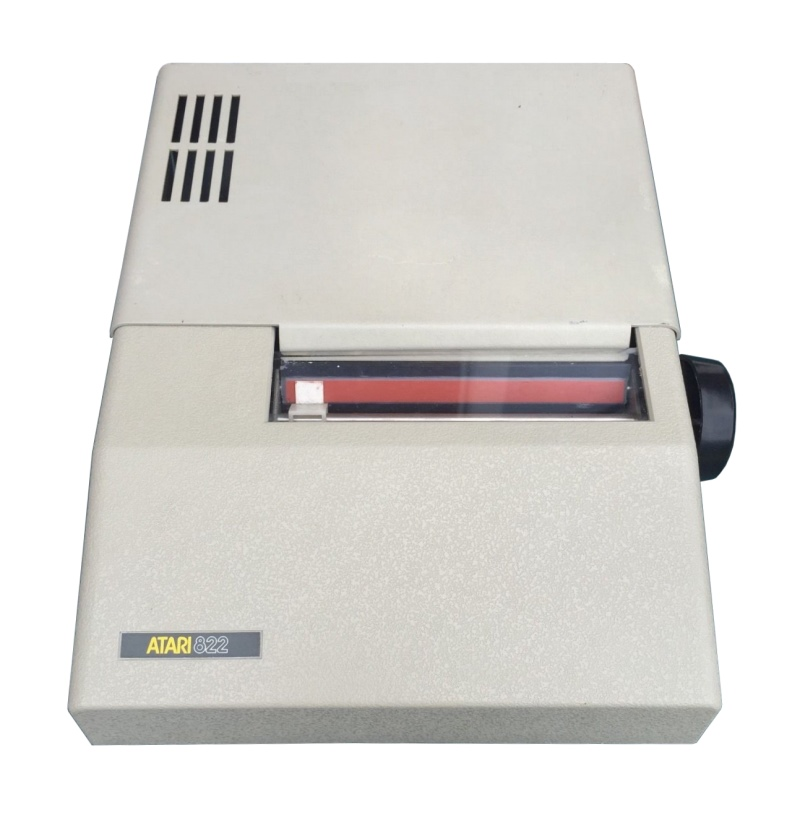
Thermodrucker
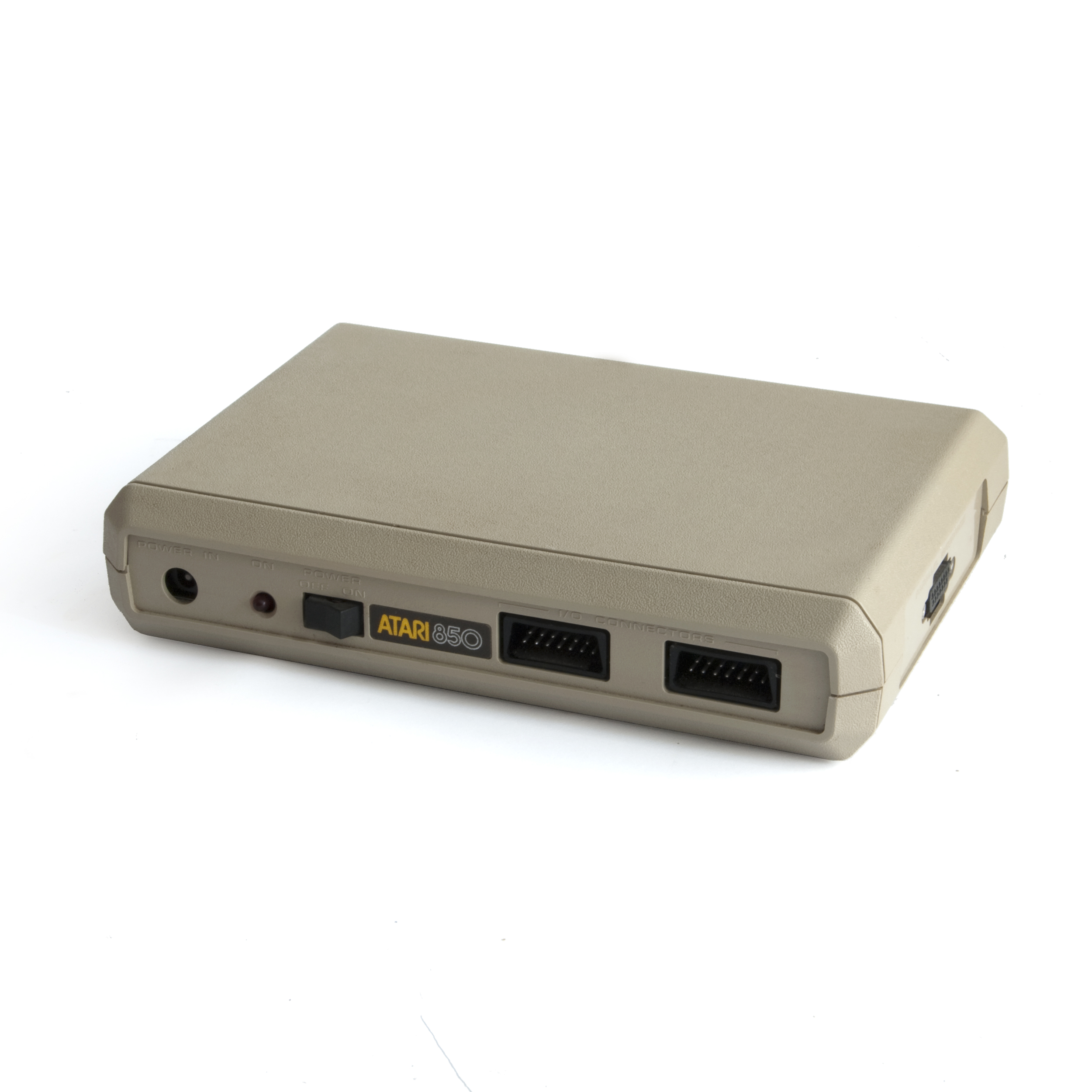
Schnittstelleneinheit

Die Bildausgabe am Atari 800 kann an einem Monitor oder via eingebautem HF-Modulator an einem handelsüblichen Farb- oder Schwarz-Weiß-Fernsehgerät erfolgen.
Zur schriftlichen Fixierung von Text und Grafik dienen der Thermodrucker Atari 822 und die nadelbasierten Modelle Atari 820 und Atari 825. Drucker von Fremdherstellern können nur mithilfe von Zusatzgeräten betrieben werden, da der Atari 800 nicht über entsprechende Standardschnittstellen verfügt. Abhilfe lässt sich durch die Zwischenschaltung eines Atari-850-Schnittstellenmoduls schaffen, womit RS-232- und Centronics-Drucker von Epson, Mannesmann und weiteren betrieben werden können.
Daneben existieren von Fremdherstellern eine Fülle von Ausgabezusätzen: Angefangen bei der zur Sprachausgabe gedachten The Voicebox von The Alien Group über eine selbstzubauende 3D-Brille zum Betrachten von stereografischen Inhalten am Fernseher bis hin zum programmierbaren Robotergreifarm werden alle damals interessierenden Teilbereiche abgedeckt.

### Eingabegeräte
Die Schreibmaschinentastatur des Atari 800 enthält insgesamt 56 Einzeltasten, eine Leer- und vier Funktionstasten. Als Erweiterung zur Tastatur bot Atari einen externen Ziffernblock mit der Bezeichnung CX85 zur vereinfachten Eingabe von Ziffern zum Gebrauch mit diversen Anwenderprogrammen wie beispielsweise Tabellenkalkulationen oder Buchhaltungsprogrammen an.
Sämtliche weitere Eingabegeräte werden wie der Ziffernblock auch an eine oder mehrere der vier an der Vorderseite des Computergehäuses vorhandenen Kontrollerbuchsen angeschlossen. Dazu zählen Joysticks verschiedenster Hersteller, Paddle-Controller, spezielle Kleintastaturen, der Trackball-Controller von TG Products und Grafiktabletts von Kurta Corporation und Koala Technologies Corp.

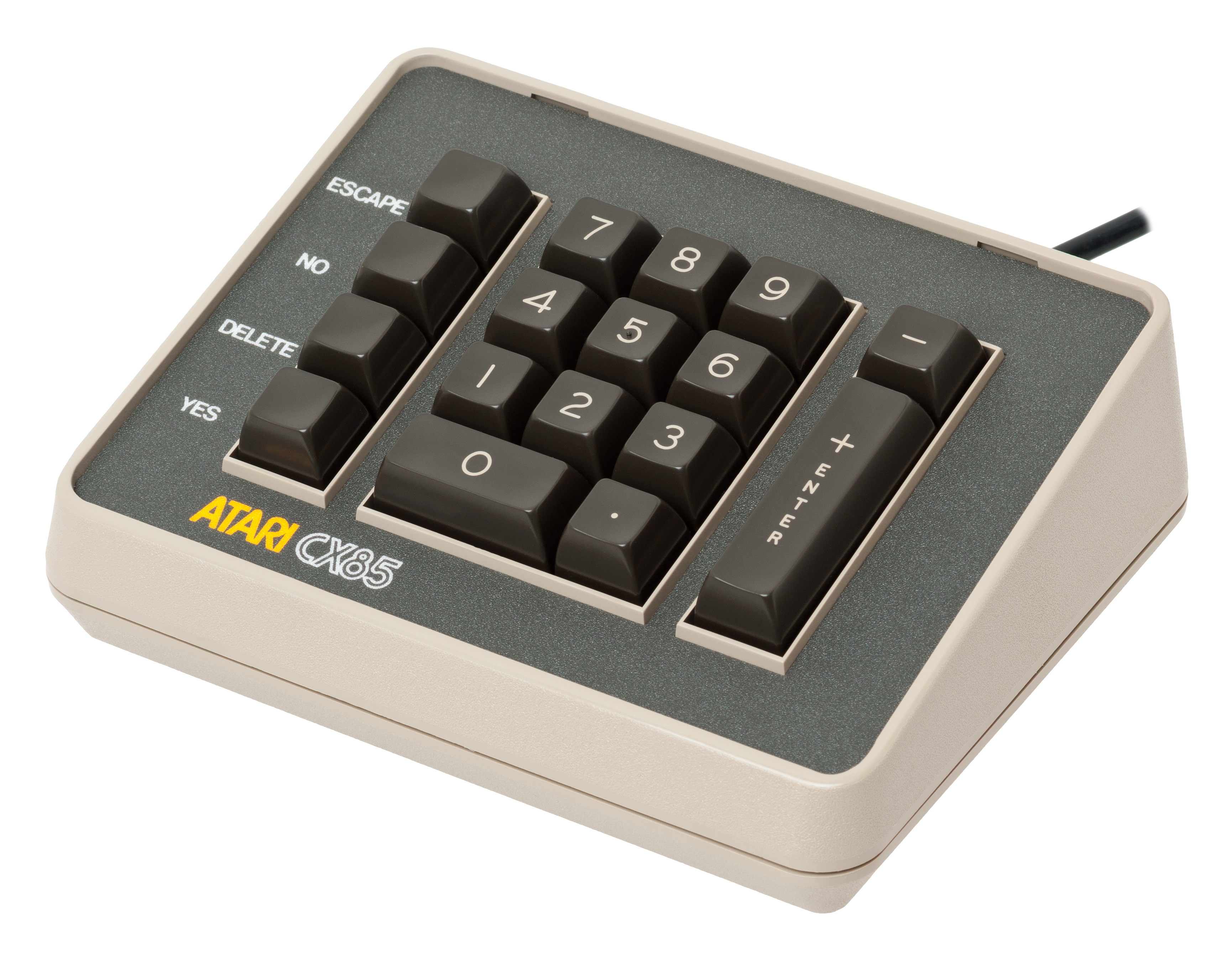
Externer Ziffernblock CX85
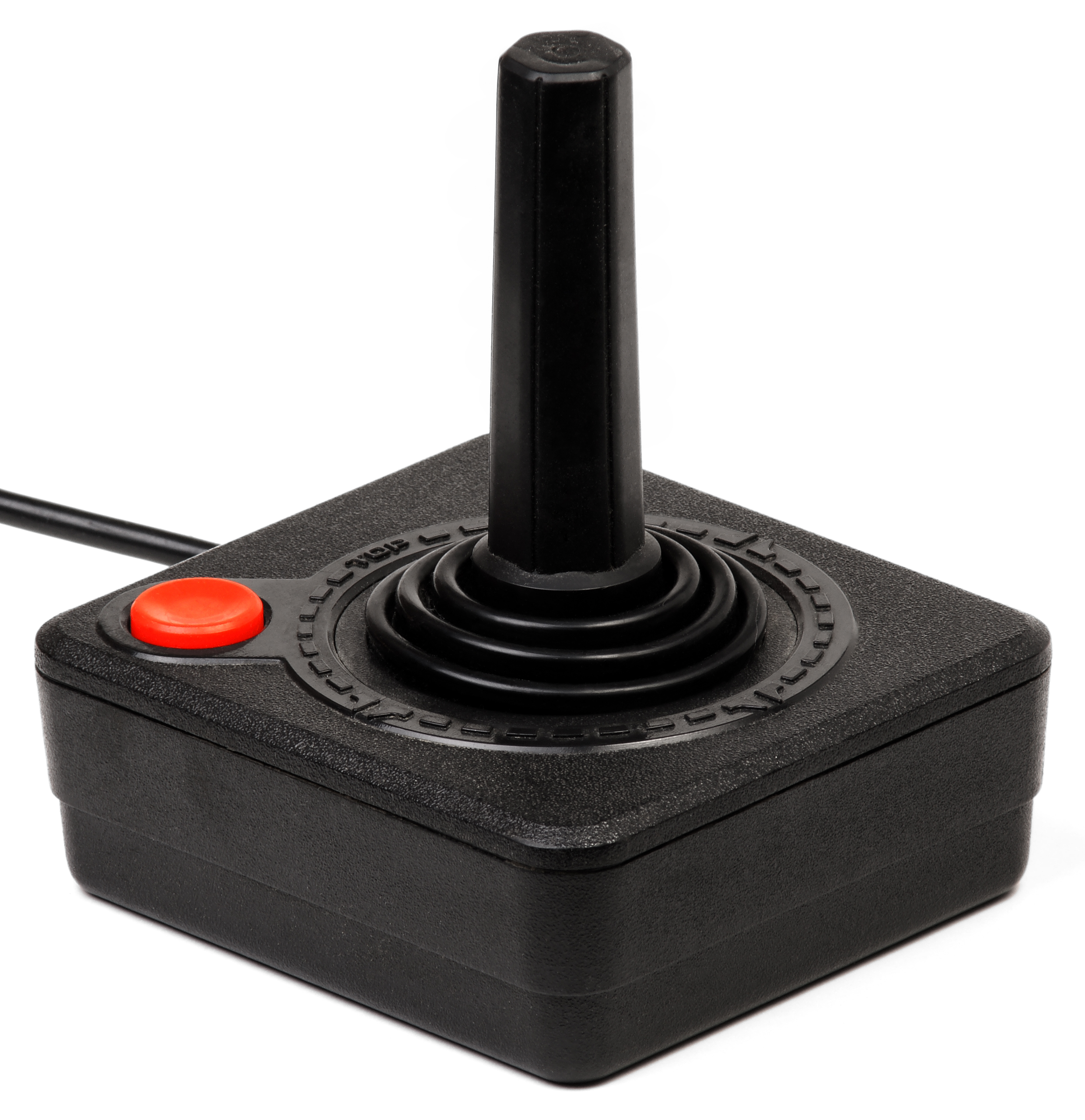
Joystick CX40
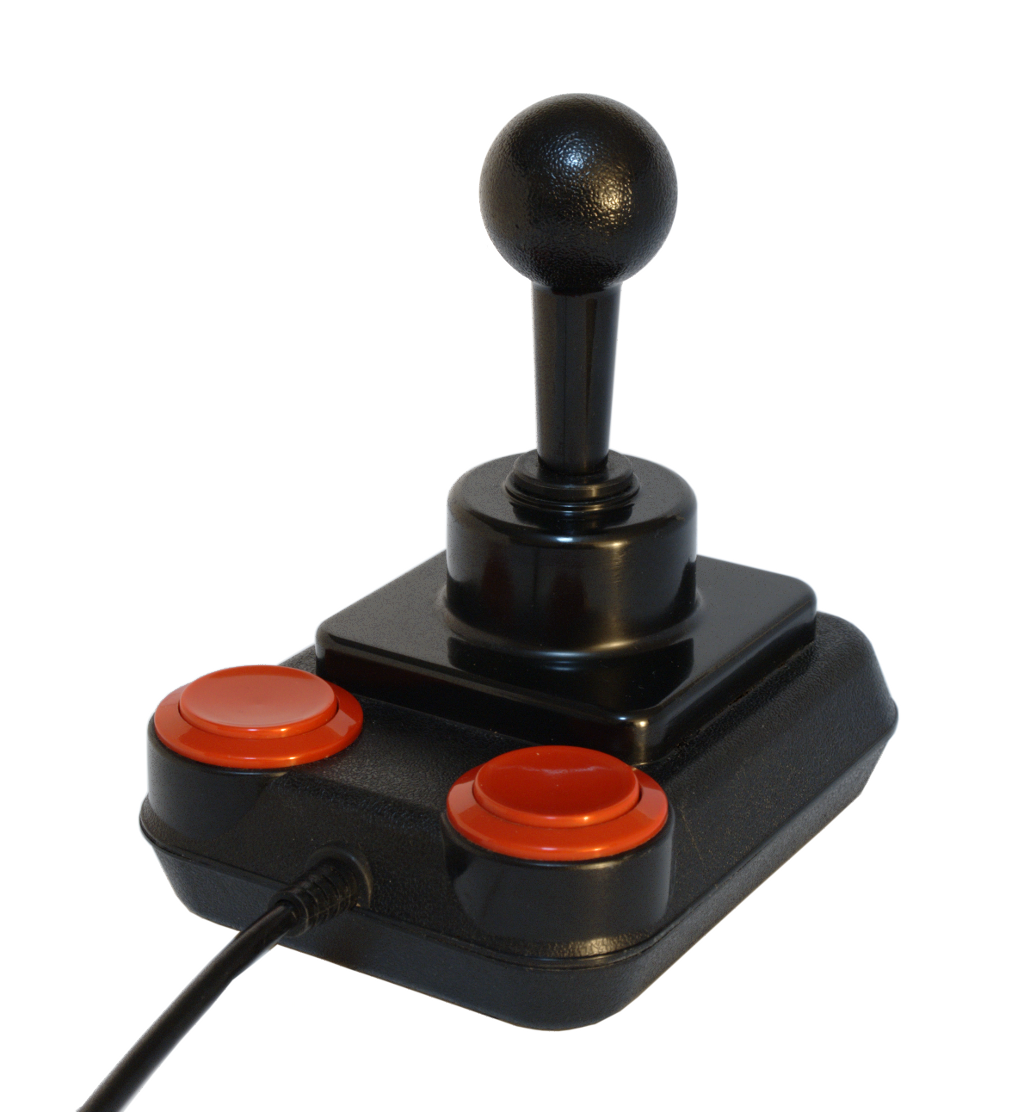
Joystick Competition Pro
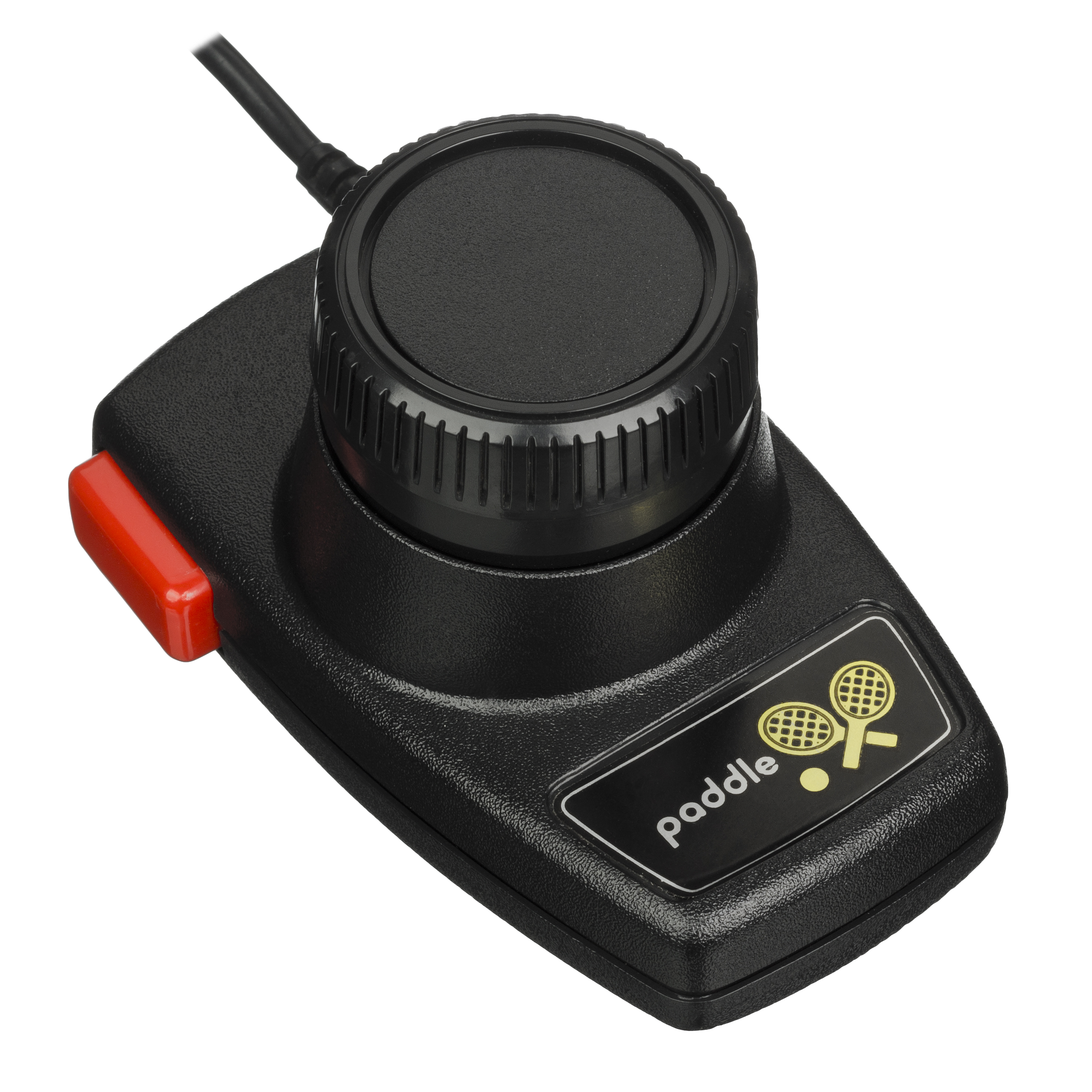
Paddle-Controller

## Erweiterungen
Der Atari 800 wurde von vornherein als erweiterbares System konzipiert. Dazu steht ein leicht zugänglicher Erweiterungsschacht mit insgesamt vier Steckplätzen zur Verfügung, wobei einer der Steckplätze durch die Karte mit dem Betriebssystem ständig belegt ist. Die restlichen drei erlauben die Aufnahme von Speicheraufrüstungen oder 80-Zeichen-Karten. Die nachfolgenden Ausführungen beschränken sich auf die am häufigsten in zeitgenössischen Fachzeitschriften vorgestellten kommerziellen Produkte.

### Arbeitsspeicher

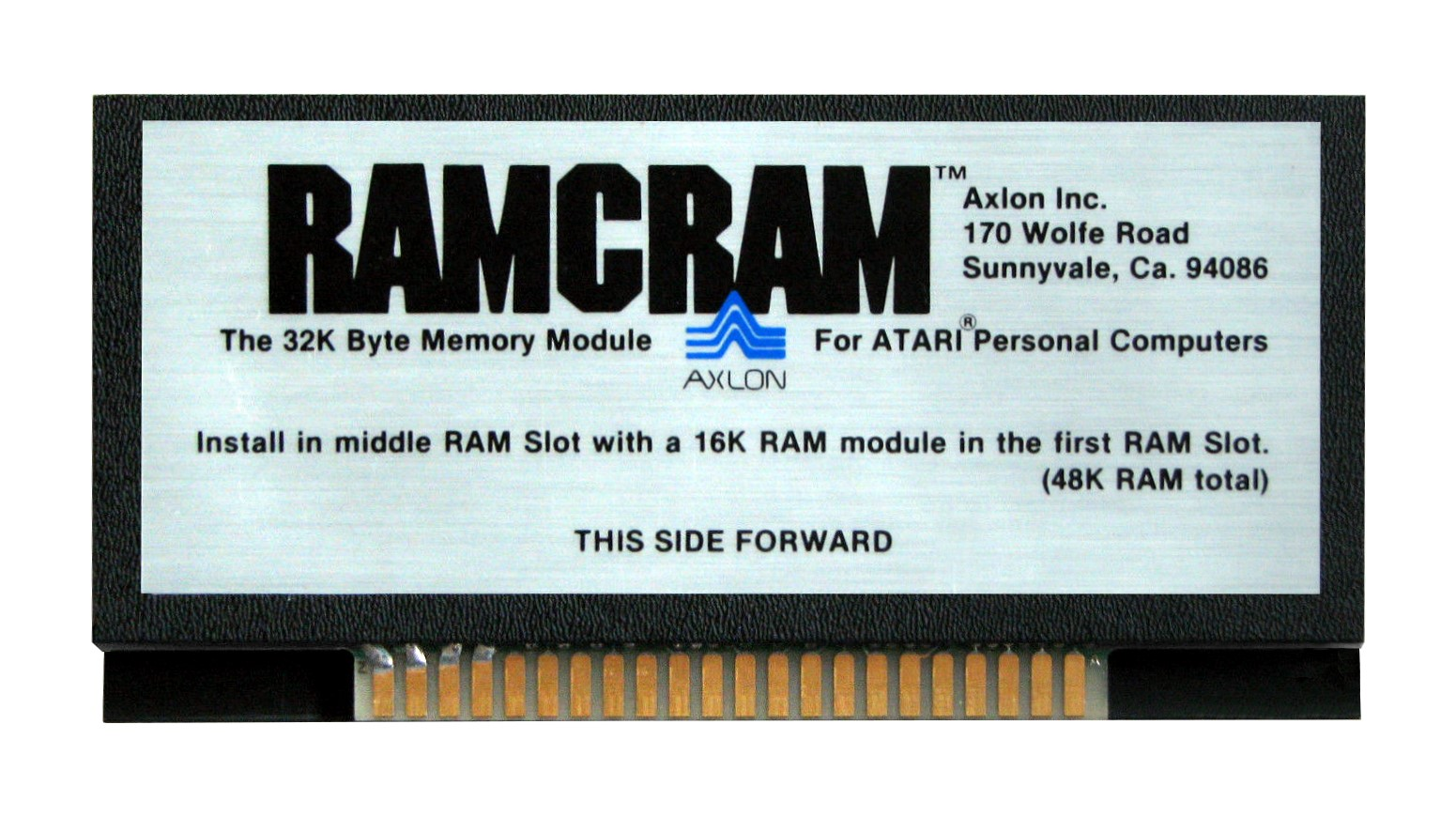
Erweiterungskarte von Axlon mit 32 KB Arbeitsspeicher

Mit dem anfänglich verbauten Arbeitsspeicher in Höhe von 8 KB war kaum mehr als Spielen möglich, denn bei der Benutzung von BASIC reicht der Speicherplatz nicht einmal für die Einbindung der höchstaufgelösten Grafikstufe. Wenn zum Laden und Abspeichern der erstellten BASIC-Programme ein Diskettenlaufwerk benutzt werden soll, wird mit den später ausgelieferten 16 KB RAM ebenfalls schnell die Kapazitätsgrenze erreicht. Ursächlich hierfür ist das speicherintensive Diskettenbetriebssystem (DOS), das neben dem BASIC-Programm des Anwenders einen großen Teil des Arbeitsspeichers für sich beansprucht. Beim Atari 800 kann jedoch mithilfe der leicht zugänglichen Erweiterungsschächte und den von Atari bereitgestellten, mit maximal 16 KB RAM bestückten Karten problemlos auf komfortable 48 KB Arbeitsspeicher aufgerüstet werden.
Der Nachteil des maximalen Speicherausbaus mit ausschließlich 16-KB-Steckkarten ist die damit verbundene vollständige Belegung des Erweiterungschachtes. Es stehen somit keine weiteren Steckplätze für beispielsweise 80-Zeichen-Karten zur Verfügung. Aus diesem Grunde brachten Anfang 1981 Dritthersteller wie Mosaic und Axlon erste 32-KB-RAM-Karten auf den Markt. Ende 1981 kamen Modelle hinzu, die mithilfe technischer Raffinessen (Speicherbankumschaltung) bis zu 128 KB Arbeitsspeicher bereitstellten. Diese RAM-Disk-Systeme emulieren ein oder mehrere Diskettenlaufwerke mit einer Datenübertragungsrate, die die des Atari-810-Diskettenlaufwerkes um das Zwanzigfache übersteigen können.

### 80-Zeichen-Karten
Für eine übersichtlichere und weniger ermüdende Anzeige der Bildinhalte dienen die für den Atari 800 produzierten 80-Zeichen-Karten. Aufgrund der hohen horizontalen Auflösung von 560 Bildpunkten sind diese nicht zum Betrieb mit einem Fernseher geeignet, sondern erfordern entsprechende Computermonitore. Die Ende 1982 von der Firma Bit3 veröffentlichte Karte Full-View 80 wird im letzten der Erweiterungschächte platziert. Per Befehlsaufruf kann der 80-Zeichen-Modus aktiviert werden, wobei ANTIC und GTIA abgeschaltet werden und der auf der Steckkarte befindliche Grafikprozessor Synertek 6545A-1 die Bilderzeugung übernimmt. Die entsprechende Software ist im Festwertspeicher der Steckkarte enthalten, im Gegensatz zu der später von Austin Franklin Associates herausgebrachten Erweiterung Austin-80 Video Processor. Deren Ansteuerungssoftware ist auf einem für den rechten Schacht bestimmten Steckmodul untergebracht.

## Software
Wie bei anderen Heimcomputern der 1980er Jahre auch erfolgte der Vertrieb kommerzieller Software auf verschiedenen Datenträgern. Die insbesondere bei Spieleherstellern beliebten preiswerten Kompaktkassetten waren durch die starke mechanische Beanspruchung des Magnetbandes allerdings sehr anfällig für Fehler und ihr Einsatz war oft mit langen Ladezeiten verbunden. Zudem sind mit Datasetten bestimmte Betriebsarten wie die beispielsweise zum Betrieb von Datenbanken vorteilhafte relative Adressierung nicht möglich. Bei den in der Herstellung vielfach teureren Steckmodulen dagegen standen die darin enthaltenen Programme sofort nach dem Einschalten des Computers zur Verfügung, was insbesondere bei Systemsoftware und oft genutzten Anwendungen von großem Vorteil war. Den besten Kompromiss zwischen Ladezeit, möglichen Betriebsarten, Verlässlichkeit und Speicherkapazität erzielten die Disketten, deren Verwendung bei Veröffentlichung des Atari 800 durch das 810-Diskettenlaufwerk unterstützt wurde.
Die Programmpalette für den Atari-800-Computer umfasste neben der von Atari und APX vertriebenen Auswahl kommerzieller Programme auch von Drittherstellern entwickelte und in Zeitschriften und Büchern publizierte Software (Listings) zum Abtippen. Die kommerziellen Programme wurden auf Steckmodul, Diskette und Kassette angeboten.
Von der in Umlauf befindlichen Software machten illegale Kopien („Raubkopien“) stets einen großen Teil aus und stellten damit kleinere Softwareentwickler häufig vor existentielle wirtschaftliche Schwierigkeiten. Daraufhin wurden zunehmend Kopierschutzsysteme insbesondere bei Spielen als der meistverkauften Software eingesetzt.

### Systemprogramme

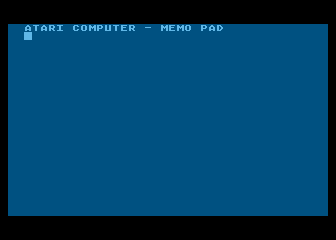
Nach dem Einschalten erzeugt das Betriebssystem einen editierbaren Bildschirm, wenn keine Steckmodule vorhanden oder Peripheriegeräte angeschlossen sind.

Die Initialisierung und Konfiguration der Atari-800-Hardware fällt in den Aufgabenbereich des im Festwertspeicher untergebrachten Operating System (OS), des Betriebssystems. Nachdem zahlreiche Fehler bekannt geworden waren, veröffentlichte Atari mit OS-B im Jahr 1982 eine fehlerbereinigte Version. Die Unterprogramme des 10 KB umfassenden Betriebssystems steuern verschiedene Systemprozesse, die auch vom Benutzer angestoßen werden können. Dazu gehören die Durchführung von Ein- und Ausgabeoperationen wie etwa die Tastatur- und Joystickabfrage, Fließkommaberechnungen, die Abarbeitung von Systemprogrammen nach Unterbrechungen (Interrupts) und die Bereitstellung eines Bildschirmtreibers zum Erzeugen der verschiedenen Grafikmodi. Die Startadressen der einzelnen Unterprogramme sind in einer Sprungtabelle zusammengefasst, um die Kompatibilität mit späteren Betriebssystem-Revisionen oder neuen Versionen zu wahren. Zur Abgrenzung vom Betriebssystem der später erschienenen XL- und XE-Modelle wird das OS des Atari 400 häufig auch als Oldrunner bezeichnet.

### Programmiersprachen und Anwendungsprogramme
Die Bearbeitung benutzerspezifischer Aufgabenstellungen erfordert häufig speziell darauf zugeschnittene Softwarelösungen, die Anwendungsprogramme. Existieren diese nicht oder können sie aus technischen oder wirtschaftlichen Gründen nicht eingesetzt werden, kommen geeignete Programmiersprachen zum Einsatz. Insbesondere in den ersten Jahren nach Markteinführung des Atari 800 mussten viele Programme durch den Benutzer in Eigenregie erstellt werden.

#### Assemblersprache
Die Erstellung zeitkritischer Actionspiele und beispielsweise Anwendungen in der Regelungstechnik erforderten Anfang der 1980er Jahre eine optimale Nutzung der Hardware. Im Heimcomputerbereich war dies ausschließlich durch die Verwendung von Assemblersprache mit entsprechenden Übersetzerprogrammen, den Assemblern, möglich. Die Auslieferung von Assemblern erfolgte in vielen Fällen mit einem zugehörigen Editor zur Eingabe der Programmanweisungen („Sourcecode“), häufig auch als Programmpaket mit Debugger und Disassembler zur Fehleranalyse. Im professionellen Entwicklerumfeld kamen vielfach Cross-Assembler zum Einsatz. Damit war es möglich, ausführbare Programme für Heimcomputer auf leistungsfähigeren und komfortabler zu bedienenden Fremdcomputerplattformen zu erzeugen.
Kurz nach Veröffentlichung der Atari-Computer war lediglich der auf Steckmodul ausgelieferte langsame Assembler Editor von Atari erhältlich. Er bot wenig Komfort und konnte daher nur für kleinere Projekte sinnvoll eingesetzt werden. Im Gegensatz zu anderen Assemblern erlaubte er jedoch das Abspeichern der erstellten Quelldateien und ausführbaren Programme auf Kassette, was insbesondere für viele Atari-800-Benutzer ohne Diskettenstation von Vorteil war und sie so über die Nachteile leicht hinwegsehen ließ. Die für professionelle Programmentwicklung benötigten Assembler standen erst später mit Synassembler (Synapse Software), Atari Macro Assembler (Atari), Macro Assembler Editor (Eastern Software House), Edit 6502 (LJK Enterprises) und dem leistungsfähigen MAC 65 (Optimized Systems Software) zur Verfügung.
Programmiereinsteiger zogen in vielen Fällen die übersichtlichen und einfach zu bedienenden, dafür aber weniger leistungsfähigen Programmier-Hochsprachen vor.

#### Interpreter-Hochsprachen

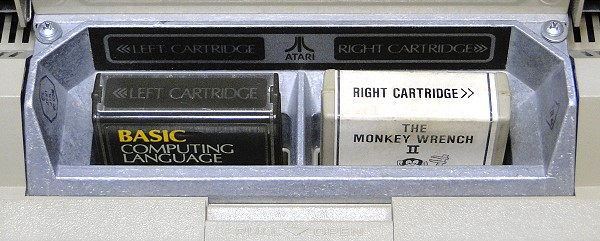
Atari 800 mit den Steckmodulen BASIC und The Monkey Wrench II

Dem von Atari veröffentlichten BASIC standen zwei weitere zur Seite: Das den damaligen Quasi-Standard bildende Microsoft BASIC und ein zum Atari BASIC abwärtskompatibles Produkt mit dem Namen BASIC A+ von Optimized System Software. Insbesondere BASIC A+ enthält erweiterte Editiermöglichkeiten, Vereinfachungen in der Befehlsstruktur und es ergänzt viele im Atari- und Microsoft-BASIC nicht implementierte Leistungsmerkmale. Dazu zählt beispielsweise eine bequeme Benutzung der Sprites („Player-Missiles-Grafik“) durch eigens dafür bereitgestellte Befehlswörter. Im Gegensatz zum Atari 400 erlaubt der Atari 800 den gleichzeitigen Betrieb zweier, jeweils für die verschiedenen Schächte speziell ausgelegter Steckmodule. So kann beispielsweise mithilfe des Programms The Monkey Wrench II das Atari BASIC um verschiedene Befehle erweitert werden.
Nachteilig auf die Einsetzbarkeit von BASIC-Programmen wirkten sich die in der Natur des Interpreters liegenden prinzipiellen Beschränkungen wie etwa die geringe Ausführungsgeschwindigkeit und der große Arbeitsspeicherbedarf aus. Diese Nachteile können durch spezielle Programme, BASIC-Compiler, abgemildert werden. Dabei werden ausführbare Maschinenprogramme erzeugt, die ohne BASIC-Interpreter lauffähig sind und damit häufig eine schnellere Ausführung erlauben. Für das Atari BASIC stehen mit ABC BASIC Compiler (Monarch Systems), Datasoft BASIC Compiler (Datasoft) und BASM (Computer Alliance) verschiedene Compiler zur Verfügung.
Neben der Programmiersprache BASIC in ihren verschiedenen Dialekten war mit Verkaufsstart des Atari 800 die Interpretersprache Logo erhältlich. Unterstützt durch Elemente wie die turtle graphics (Schildkrötengrafik) ist damit eine kindgerechte und interaktive Einführung in die Grundlagen der Programmierung möglich. Ähnlich gelagert in ihren Eigenschaften ist die später in den Handel gebrachte Programmiersprache Atari PILOT. Mit QS-Forth (Quality Software), Extended fig-Forth (APX) und Data-Soft Lisp (Datasoft) reihen sich weitere Programmiersprachen in die Produktpalette für den Atari 800 ein.

#### Compiler-Hochsprachen
Als Mittelweg zwischen Interpreter-Hochsprache (langsam in der Ausführung, aber gut lesbare Sourcecodes und einfache Fehleranalyse) und Assemblersprache (schwer zu erlernen und umständlich zu handhaben, aber Anfang der 1980er Jahre alternativlos zur Erzeugung schneller und speichereffizienter Programme) etablierten sich auch im Heimcomputerbereich im Laufe der 1980er Jahre die Compiler-Hochsprachen. Die Ausführungsgeschwindigkeit der damit erzeugten Maschinenprogramme war im Vergleich zu interpretierten Programmen wie beim eingebauten BASIC sehr viel größer, reichte aber nicht ganz an die von Assemblern erzielte heran. Die Geschwindigkeitsnachteile gegenüber assemblierten Programmen wurden jedoch vielfach zugunsten eines leichter zu wartenden Quelltextes in Kauf genommen.
Im Laufe der Produktlebenszeit bis Ende 1983 war für die Atari-800-Anwender als Compilersprache lediglich APX Pascal erhältlich.

#### Anwendungssoftware
Die Programmpalette für die Atari-Computer umfasst neben den Programmiersprachen zum Erstellen eigener Applikationen eine im Vergleich zum zeitgenössischen Konkurrenten Apple II lediglich kleine Auswahl an vorgefertigter kommerzieller Anwendungssoftware. Zu den bekanntesten Anwendungsprogrammen zählen VisiCalc (Visicorp, Tabellenkalkulation), The Home Accountant (Continental Software, Buchführung), Atari Writer (Atari, Textverarbeitung), Bank Street Writer (Broderbund, Textverarbeitung) und Letter Perfect (LJK Enterprises, Textverarbeitung).
Daneben wurde der Atari 800 auch für Online-Anwendungen eingesetzt, wozu vor allem Banking mit der Pronto-Software und der Betrieb von Mailboxen durch diverse auch selbstgeschriebene Programme zu zählen ist. Darüber hinaus ermöglichte vermutlich eigenentwickelte Anwendungssoftware einen Einsatz als offiziellen Computer der Tennisorganisation ATP, im Logistikbereich des Flugzeugträgers Nimitz, zur Erzeugung von Bühnenbildern für die deutsche Musikgruppe Kraftwerk und als Simulationscomputer zur Ausbildung von Mitarbeitern eines kalifornischen Meeresforschungsinstituts.

#### Lernprogramme
Es existiert eine Vielzahl an Programmen, die dem computergestützten Vermitteln von Lehrinhalten und seiner anschließenden interaktiven Abfrage dienen. Das zu vermittelnde Wissen wird in spielerischer Form mit ständig steigendem Schwierigkeitsgrad präsentiert, um den Lernenden anhaltend zu motivieren. Dabei wird großer Wert auf eine altersgerechte Darbietung gelegt, die von Kleinkindern bis hin zu Studenten reicht. Bei den Jüngsten kommen häufig animierte Geschichten mit comicartigen Charakteren als begleitende Tutoren zum Einsatz, bei Jugendlichen werden abzufragende Lehrinhalte in Abenteuerspiele oder actionsreiche Weltraumabenteuer gekleidet, bei den höherstufigen Lehrinhalten für Studenten und Erwachsene überwiegt hingegen meist lexikalisch präsentiertes Wissen mit anschließender Abfrage nebst Erfolgsbilanzierung. Die von der Software abgedeckten Lerngebiete erstrecken sich auf Lesen und Schreiben, Fremdsprachen, Mathematik, Technik, Musik, Geographie, Demografie, Tippschulen und Informatik. Zu den bekanntesten Herstellern zählen Atari, APX, Dorsett Educational Systems, Edufun, PDI und Spinnaker Software.

### Spiele

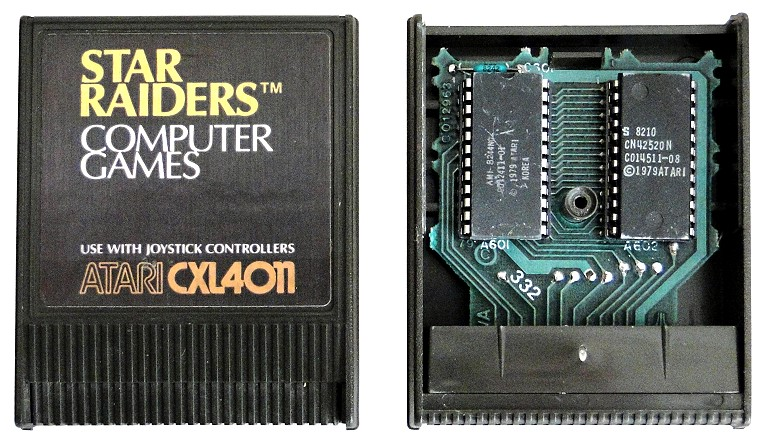
Atari-Spiel Star Raiders als Steckmodul. Das rechte Bild zeigt die im Inneren verbaute Platine mit zwei ROM-Bausteinen, die das Programm enthalten.

Den mit Abstand größten Teil der sowohl kommerziellen als auch frei erhältlichen Atari-Software stellen die Spiele dar. Zu den frühen Shoot-’em-up-Spielen wie etwa Star Raiders oder der Brettspieleumsetzung 3-D Tic-Tac-Toe kamen bereits ein Jahr später weitere Actionspiele, Adventures und Arcade-Umsetzungen hinzu. Sowohl professionelle Hersteller als auch Hobbyprogrammierer profitierten dabei von der Veröffentlichung technischer Dokumentationen seitens Atari, den Programmieranleitungen in den Computermagazinen und -büchern sowie von den mittlerweile aufgekommenen leistungsfähigen Entwicklungswerkzeugen. Unter den publizierten Titeln befanden sich jedoch auch viele schlechte Portierungen von beispielsweise Apple-II-Spielen ohne den unverwechselbaren „Atari-Look“, nämlich eine Mischung verschiedener „farbenprächtiger“ und weichverschobener Grafiken, ergänzt um die typische POKEY-Musik nebst Geräuscheffekten.
Unter den für die Atari-Computer veröffentlichten Spielen befinden sich viele, die bereits in den frühen 1980er-Jahren als Videospieleklassiker galten: Star Raiders (vermutlich 1979), Asteroids (1981) und Pac-Man (1982). Insbesondere das 3D-Spiel Star Raiders galt vielen Spieledesignern der damaligen Zeit als prägendes Erlebnis und Grund, sich für einen Atari-Computer und nicht etwa einen Apple II oder Commodore PET zu entscheiden. In der Folge entstandene Werke wie Miner 2049er (Bill Hogue, Big Five Software, 1982), Eastern Front (1941) (Chris Crawford, APX, 1982), Capture the Flag (Paul Edelstein, Sirius Software, 1983), Archon (John Freemann, Electronic Arts, 1983) und M.U.L.E. (Daniel Bunten, Electronic Arts, 1983) zählen zu den herausragenden Titeln ihrer Zeit und ermöglichten Softwarehäusern wie beispielsweise MicroProse und Electronic Arts den raschen Aufstieg zu Branchenriesen.
Zu den beliebtesten Spielen für die Atari-Computer gehören neben den Infocom-Abenteuern großteils Shoot-’em-up-Spiele wie Crossfire (Sierra On-Line, 1981) und Blue Max (Synapse Software, 1983), Rennspiele wie Pole Position (Atari, 1983), Kriegssimulationen wie Combat Leader (SSI, 1983), aber auch Grafik-Adventures wie Excalibur (APX, 1983) und Murder on the Zinderneuf (Electronic Arts, 1983).

## Zeitschriften
In den 1980er Jahren spielten neben den Fachbüchern die Computerzeitschriften für viele Heimcomputerbesitzer eine große Rolle. Die häufig monatlich erschienenen Ausgaben enthielten Testberichte zu Neuheiten, Programmieranleitungen und Software zum Abtippen. Sie dienten weiterhin als Werbe- und Informationsplattform sowie zur Kontaktaufnahme mit Gleichgesinnten.
Speziell mit den Atari-Heimcomputern befassten sich die englischsprachigen Magazine Antic, Analog Computing, Atari Connection und Atari Age; gelegentliche Berichte und Programme für die Atari-Rechner veröffentlichten unter anderem auch die auflagenstarken Byte Magazine, Compute! und Creative Computing. Während der Atari 800 in Deutschland verkauft wurde, waren Informationen und Programme unter anderem in den Zeitschriften Chip, Happy Computer, P.M. Computermagazin, Computer Persönlich und Mein Home-Computer zu finden.

## Emulation
Nach dem Ende der Heimcomputerära Anfang der 1990er Jahre und mit dem Aufkommen leistungsfähiger und erschwinglicher Rechentechnik Ende der 1990er Jahre wurden von engagierten Enthusiasten verstärkt Programme zum Emulieren von Heimcomputern und deren Peripheriegeräten entwickelt. Zum Spielen alter Klassiker verschiedenster Heimcomputersysteme reichte mithilfe der Emulatoren ein einzelnes modernes System mit Datenabbildern („Images“) der entsprechenden Heimcomputerprogramme. Das Aufkommen der Emulatoren setzte damit u. a. ein verstärktes Transferieren von sonst möglicherweise verloren gegangener Software auf moderne Speichermedien in Gang, womit ein wichtiger Beitrag zur Bewahrung digitaler Kultur geleistet wird.
Als leistungsfähigste Emulatoren für Windows- und Linux-Systeme gelten Atari++, Atari800Win Plus, Mess32 und Altirra.

## Rezeption

### Zeitgenössisch

#### Nordamerika
Das Erscheinen des Atari 400 und 800 wurde durchweg positiv aufgenommen. Die auflagenstarke Zeitschrift Compute! schrieb von einer neuen Generation von Computern:

“With the introduction of the Atari line of computers we are seeing a third generation of microcomputer – not just from the hardware end but also from a marketing approach.”

„Mit den Atari-Computern wird eine dritte Generation von Mikrocomputern eingeführt – und das nicht nur vom technischen Standpunkt aus gesehen, sondern auch, was das Vermarktungskonzept angeht.“

Von denselben Rezensenten wird zudem ausgeführt, dass die Einordnung der neuen Geräte am ehesten mit der eines Hybriden zwischen Videospiel und Computer zu umschreiben sei. Sie enthielten das Beste beider Welten, was sie damit zu einem Personalcomputer und Heimgerät gleichermaßen mache. Diese Eigenschaften prädestinierten den Atari 800 geradezu für Lern- und Unterhaltungszwecke. Da die beste Hardware ohne entsprechende Software zu ihrem Gebrauch jedoch nutzlos sei, habe Atari aus den Fehlern der Konkurrenz gelernt und dem Benutzer mit der Programmiersprache Atari BASIC einen ausgesprochen leichten Zugang zu den farbenprächtigen Grafik- und Toneigenschaften seiner Geräte zur Seite gestellt. Diese Vermarktung von aufeinander abgestimmter Hard- und Software – auch beim direkt auf die Atari-8-Bit-Computer zugeschnittenen äußerst populären Spiel Star Raiders – stelle ein Novum dar.

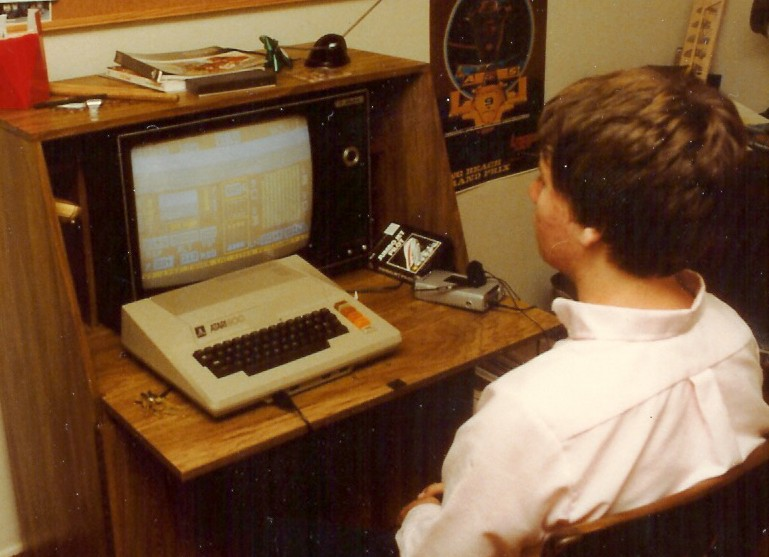
Ein Atari 800 in Benutzung (1985)

Durch das modulare Konzept wären jedoch mehr Anschlusskabel als etwa beim kompakten Commodore PET vonnöten, was unter Umständen von Nachteil sein könne ebenso wie das nicht-validierende Abspeichern von Programmen auf Kassette. Ab Sommer 1980 wurden vor allem Lieferschwierigkeiten und das Ausbleiben von anwendungsorientierter Software bemängelt und den Rechnern von Adam Osborne keine große Zukunft vorausgesagt.
Als sich die Atari-Computer entgegen den Voraussagen Osbornes dennoch etablieren konnten und sogar zum Marktführer aufgestiegen waren, wurden von der Fachpresse weiterhin Empfehlungen hauptsächlich für preisbewusste Haushalte ausgesprochen:

“Atari has much better graphics, and just about everyone says that if you’re only interested in games, that’s the machine to get.”

„Atari verfügt über die bessere Grafik und steht in dem Ruf, die Spielemaschine schlechthin zu sein.“

Übereinstimmend mit der Fachpresse sahen auch Spieleautoren wie David Fox (Programmierer bei Lucasfilm-Games) und Scott Adams (Gründer von Adventure International) in den Ataris die grafisch und tontechnisch leistungsfähigsten Geräte des gesamten Heimcomputermarktes:

“User-definable character sets, player-missile graphics, fine scrolling, vertical-blank interrupts, and display-list interrupts can be combined with color mapping to give the Atari a performance edge that will probably never be equaled (except by Atari).”

„Benutzerdefinierte Zeichensätze, Player-Missile-Grafik, Feinverschiebung, Rasterinterrupt und Display-List-Interrupts können mit den Farbeinstellungen kombiniert werden und verschaffen dem Atari damit eine Leistungsfähigkeit, die wohl niemals erreicht werden kann (außer von Atari selbst).“

“The Atari is my personal favorite. In my opinion it is the finest micro available […] I like the capabilities of the machine. It is well-engineered. The graphics and sound capabilities are excellent. The machine is fairly well thought out. It’s well built. The Atari is the one I use at home.”

„Der Atari ist mein persönlicher Favorit. Meiner Meinung nach ist er der beste zur Zeit erhältliche Mikro[computer] […] Ich mag die Fähigkeiten dieser Maschine: ausgereifte Technik mit exzellenten Grafik- und Tonfähigkeiten, die sehr gut durchdacht und aufgebaut ist. Es ist der Atari, den ich auch zuhause benutze.“

Im Laufe der Zeit geriet Ataris Vermarktungskonzept aber auch in die Kritik, da die Fähigkeiten als Anwendungscomputer nicht klar genug herausgestellt und unterstützt würden. Obwohl die Atari-Computer seit ihrer Einführung einen guten Ruf auch als leistungsfähige Personal Computer genossen hätten, sei spätestens mit der Produktionseinstellung des leistungsfähigen Diskettenlaufwerks Atari 815 der Einsatzschwerpunkt der Geräte auf den Heimbereich mit besonderem Augenmerk auf den Unterhaltungs- und Bildungssektor verschoben worden. Dazu kämen Fehler bei der Wahl der Vertriebswege. Die Verlagerung des Verkaufs durch große Ladenketten hätte kleinere Fachgeschäfte mit entsprechender Kompetenz und Serviceleistungen bewogen, mangels Konkurrenzfähigkeit die Atari-Rechner aus dem Angebot zu nehmen. Damit wäre ein weiteres wichtiges Standbein zur Versorgung der Rechner mit leistungsfähiger Anwendungssoftware entfallen, so dass auch der Atari 800 letztlich nur noch als reine Spielekonsole wahrgenommen und gekauft wurde.

#### Deutschsprachiger Raum
Kurz nach seinem Erscheinen in Deutschland wurde der Atari 800 vom damals auflagenstärksten Computermagazin Chip als Gerät für den fortgeschrittenen Anwender charakterisiert, „der neben seiner Hobbyanwendung auch den professionellen Bereich bei seiner Kaufentscheidung zugrundelegt.“ Positiv hervorgehoben wurden zudem die stabile Geräteausführung, die grafischen Möglichkeiten, die Farbausgabe, eine ausführliche Dokumentation, die bereits vorhandene große Programmbibliothek nebst verschiedenen Programmiersprachen wie Atari PILOT und Atari Assembler. Ende 1982 hob die Zeitschrift Spielbox bei ihrer Vorstellung der Atari-Heimcomputer vor allem deren technische „Spezialitäten“ hervor, darunter die Player-Missile-Grafik. Dem Hardware-Design der Atari-Computer merke man die Handschrift der durch die Entwicklung von Telespielen groß gewordenen Firma deutlich an, so Spielbox weiter.

### Retrospektiv

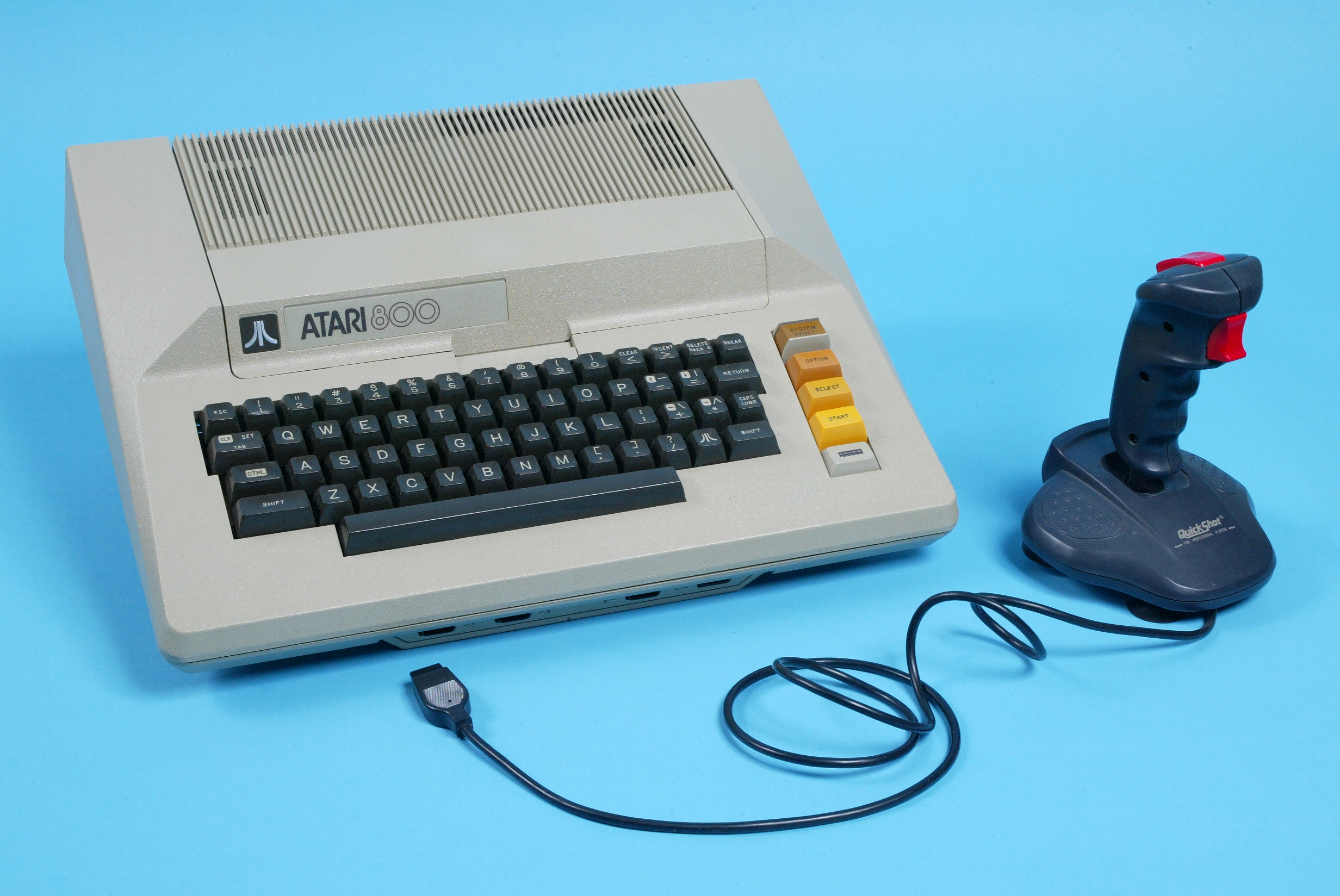
Ein Atari 800 mit Joystick, ausgestellt im The Childrens Museum of Indianapolis

Bereits kurz nach der Ablösung durch die technisch kaum veränderten Nachfolgemodelle 600XL und 800XL wird dem Atari 800 eine exzellente Konstruktion bescheinigt, die einen neuen Standard auf dem Heimcomputermarkt gesetzt habe. Die phantastische Grafik spiegele sich vor allem in den guten Spielen wider, einer der Stärken des Atari 800. Einer der wenigen Kritikpunkte bildete nach Meinung von Michael S. Tomczyk und Dietmar Eirich der bei Einführung zu hohe Preis:

„Atari […] brachte auch schon sehr früh die Heimcomputer Atari 400 und Atari 800 auf den Markt, die zwar solide und exzellente Geräte waren, leider aber in der Anfangsphase der Heimcomputer zu teuer.“

Rückblickend verstand es Atari laut Bill Loguidice und Matt Barton erstmals, die Eigenschaften einer reinen Spielemaschine mit den Fähigkeiten damaliger Heimcomputer bei gleichzeitig leichter Bedienbarkeit zu kombinieren. Als einer der Hauptgründe für das Gelingen dieser anspruchsvollen Aufgabe gelten den beiden Autoren die in die Entwicklung einfließenden Erfahrungen der bereits am Bau der erfolgreichen VCS-2600-Spielekonsole beteiligten Atari-Ingenieure. Als Ergebnis waren erstmals in einem Heimcomputer elektronische Spezialbausteine zur Entlastung des Hauptprozessors zur Anwendung gekommen. Deren grafische Raffinessen in Form von beispielsweise der Player/Missile-Grafik seien wegweisend für spätere Geräte gewesen. Auch die Soundeigenschaften hätten durch Verwendung eines Spezialbausteins zur damals obersten Qualitätskategorie gehört und der Atari 400 habe den Apple II damit als besten Spiele-Computer abgelöst.
Als entscheidenden Grund für die innerhalb kürzester Zeit ansteigende Popularität der Atari-Computer sehen die Autoren der Internetplattform Gamasutra die Veröffentlichung des Spiels Star Raiders:

“Upon release, Star Raiders became the first ‘killer app’ of computer gaming. It was the first computer game that could be called a ‘machine seller’.”

„Sofort nach Verkaufsstart avancierte Star Raiders zur ersten ‚Killerapplikation‘ im Computerspielebereich. Als erstes Spiel überhaupt könnte man es auch als ‚Zugpferd‘ für Computerverkäufe bezeichnen.“

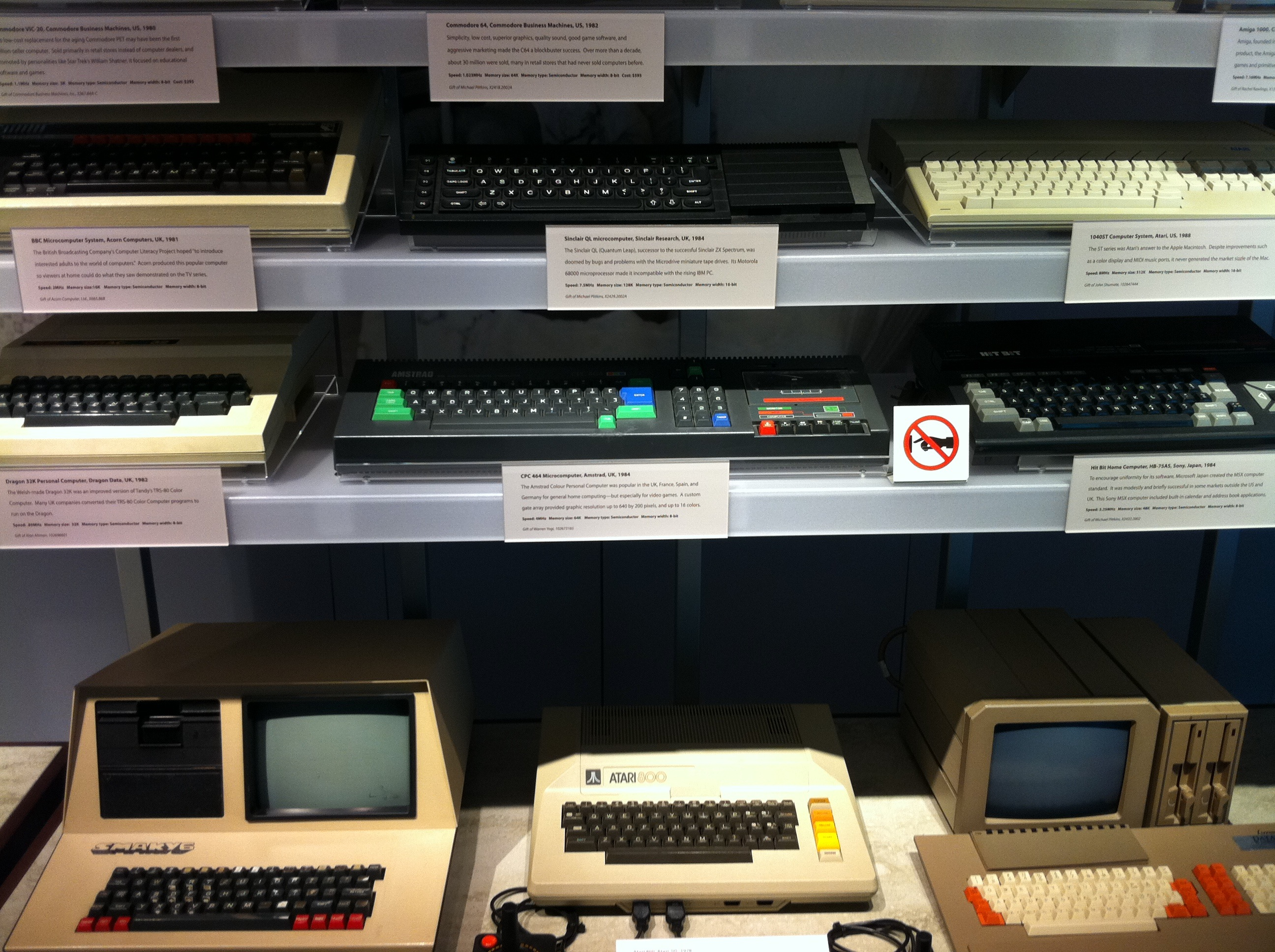
Ein Atari 800 im Computer History Museum in Mountain View

Für den permanenten Mangel an leistungsfähiger Anwendungssoftware macht Tomczyk Ataris ursprüngliche und umstrittene Praktiken bezüglich der Veröffentlichung technischer Dokumentationen verantwortlich:

“Unfortunately, Atari neutralized their own advantage. To everyone’s shock and dismay, they decided to keep secret vital technical information like memory maps and bus architectures which programmers needed to write software. They then tried to blackmail programmers by indicating that they could get technical information only if they signed up to write Atari-brand software. This alienated the fiercely independent hobbyist/programmer community, and as a result many serious programmers started writing software for other machines instead.”

„Leider beraubte sich Atari seines eigenen Vorteils. Zum allgemeinen Unverständnis und Entsetzen entschied sich Atari, essentielle technische Informationen zur Speicheraufteilung und zum internen Zusammenwirken der elektronischen Bausteine zurückzuhalten. Stattdessen versuchten sie, Programmierer damit zu erpressen, diese Informationen nur im Austausch gegen Zusicherung der Vermarktungsrechte zugänglich zu machen. Dieses Vorgehen wurde von der auf Unabhängigkeit viel Wert legenden Programmiererschaft nicht gut aufgenommen und viele Programmierer wendeten sich daraufhin anderen Computern zu.“

Eine spätere Änderung der restriktiven Informationspolitik hätte den bereits entstandenen Rückstand nicht mehr aufholen helfen können. So seien mit fortschreitender Zeit hauptsächlich Spiele für die Atari-Heimcomputer erschienen, womit diese nun mehr und mehr als reine Spielemaschinen wahrgenommen wurden:

“Many customers thought the Atari 400 and 800 were more expensive versions of the Atari 2600 videogame machine. Some people even doubted whether the Atari 400 and 800 were real computers.”

„Viele Käufer dachten, dass es sich bei Atari 400 und 800 lediglich um teurere Versionen der Atari-2600-Spielekonsole handelte. Es wurde teilweise sogar bezweifelt, dass Atari 400 und 800 überhaupt richtige Computer seien.“

Durch die damit von Atari selbstgeschaffene Konkurrenz zur hauseigenen Spielekonsole VCS 2600 und hauptsächlich infolge aufkommender Konkurrenz durch Texas Instruments und Commodore mit ihren umfangreichen Programmbibliotheken im Anwendungsbereich hätten die Verkaufserfolge nicht weitergeführt werden können. Entscheidende Marktanteile wären damit ab 1983 wieder dem Apple II und vor allem dem neu erschienenen Commodore 64 zugefallen.